# Jerash
Pour les articles homonymes, voir Gérase.

Carte de la Décapole permettant de situer Gerasa.

Jerash (arabe : جرش Ǧaraš ; grec : Γέρασα, latinisé en Gerasa) est le chef-lieu de la province de Jerash, dans le Nord du royaume de Jordanie. La population de l'agglomération dépasse 120 000 habitants.
La ville moderne s'est établie autour du site de l'antique cité de Gérasa, parfois francisée en Gérase.
Le site archéologique est inscrit depuis 2004 sur la liste indicative du patrimoine mondial de l'Unesco.

## Histoire
Gérasa a été fondée durant le  IVe siècle av. J.-C., sur une implantation ancienne. Selon ses habitants, la ville aurait été fondée par Alexandre le Grand en faveur de vétérans de son armée, sous la direction de Perdiccas. Cette prétention s'est exprimée tardivement sous la forme d'une monnaie frappée pendant le règne de Caracalla au nom « d'Alexandre de Macédoine, fondateur de Gérasa ». Néanmoins la cité n'a pris son essor qu'au IIe siècle av. J.-C., les fouilles n'ayant pas permis de trouver les traces d'un établissement antérieur.
La ville est développée sous l'impulsion d'Antiochos IV Épiphane qui régna de 175 à 164, et connue à l'époque helléninistique sous le nom d'Antioche de Chrysorrhoas.
La ville fit partie de la Décapole. Elle fut conquise en 84 av. J.-C. par Alexandre Jannée qui y est mort en 76 av. J.-C. pendant le siège d'une forteresse voisine, Régaba. Elle est prise par le Nabatéen Arétas III en 73 av. J.-C., et enfin par les Romains (Pompée) en 63 av. J.-C. Ces derniers en firent une ville opulente : Gérasa reçut même la visite de l'empereur Hadrien en 129.
Gérasa devient siège d'un évêché au IVe siècle. Elle est ensuite pillée par les Perses en 614, puis les Arabes en 635. Elle subit ensuite plusieurs tremblements de terre, dont le plus dévastateur fut probablement celui de 747-748, qui affecta violemment de nombreuses autres villes de la région. Le coup de grâce lui fut donné par les affrontements entre Musulmans et Croisés lors des Croisades, où le temple d'Artémis fut transformé en forteresse par les Arabes.
Les premières fouilles furent effectuées dans les années 1920-1930 par les membres de l'équipe américano-britannique de l'université Yale, de l'American School of oriental research, et de la British School of Jerusalem ; après la publication du rapport Kraeling en 1938, sur toutes les fouilles faites sur le site jusque-là, celles-ci connaissent un moment de flottement avant d'être reprises véritablement dans les années 1980, notamment sous la forme d'un projet de coopération international, faisant appel à des archéologues du monde entier, le Jerash Archaeological Project. Chaque équipe se vit attribuer une portion du site à fouiller et à rénover. L'équipe française, dirigée par Jacques Seigne, s'occupe encore aujourd'hui de la rénovation du sanctuaire de Zeus.
La Jérash moderne a connu une extension très rapide et atteint désormais 135 000 habitants, selon le recensement de 2004. Cet accroissement rapide de la population est dû à l'immigration intérieure et à l'arrivée de nombreux réfugiés palestiniens.

## Site archéologique

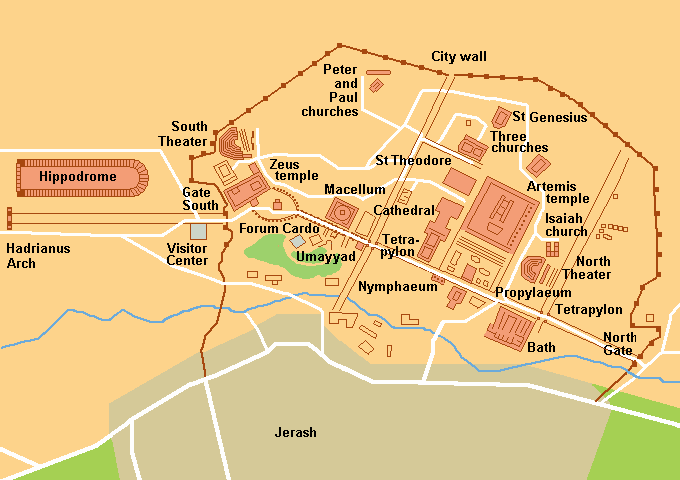
Plan de Gérasa (le nord est à droite)

Un grand nombre de monuments ont été dégagés et, souvent, reconstitués.

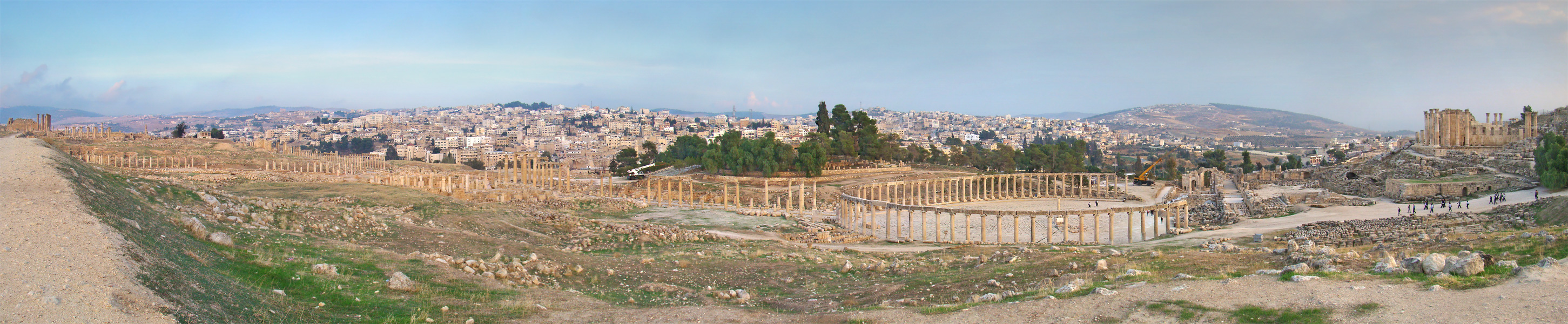
La cité antique de Gérasa, avec la ville moderne en arrière-plan.

### Arc d'Hadrien
L'arc de triomphe a été érigé à l'extérieur de la ville, au sud de l’hippodrome, en 129-130, pour la visite de l'empereur Hadrien à Gérasa. L'arc était à l'origine destiné à servir de nouvelle porte à la ville, Hadrien, selon une inscription, voulant fonder un nouveau quartier de la ville dans ce secteur. Cependant, ce projet de construction n'aurait pas été mené à bien, faute de moyens à cette époque.
Après des travaux de restauration, certains effectués avec les pierres d'origine entre 2003 et 2008, la porte à trois ouvertures a retrouvé sa hauteur d'origine de 21 m, pour une largeur totale de plus de 25 m.

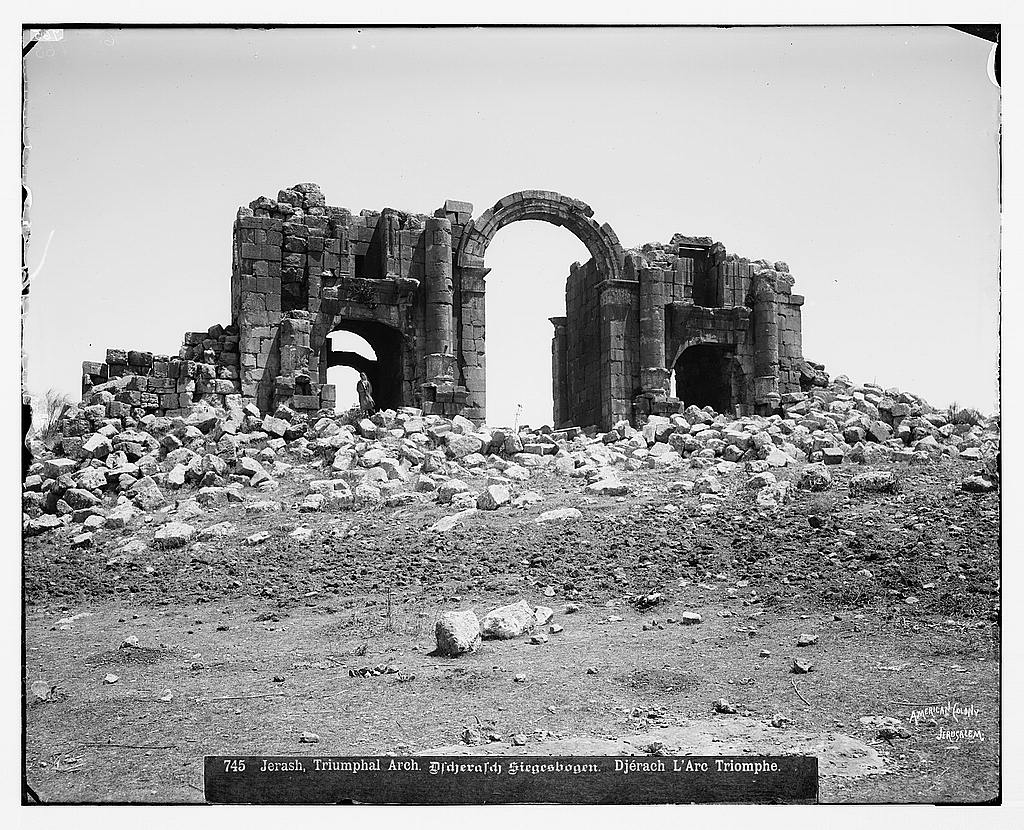
L'arc d'Hadrien, vers 1900.
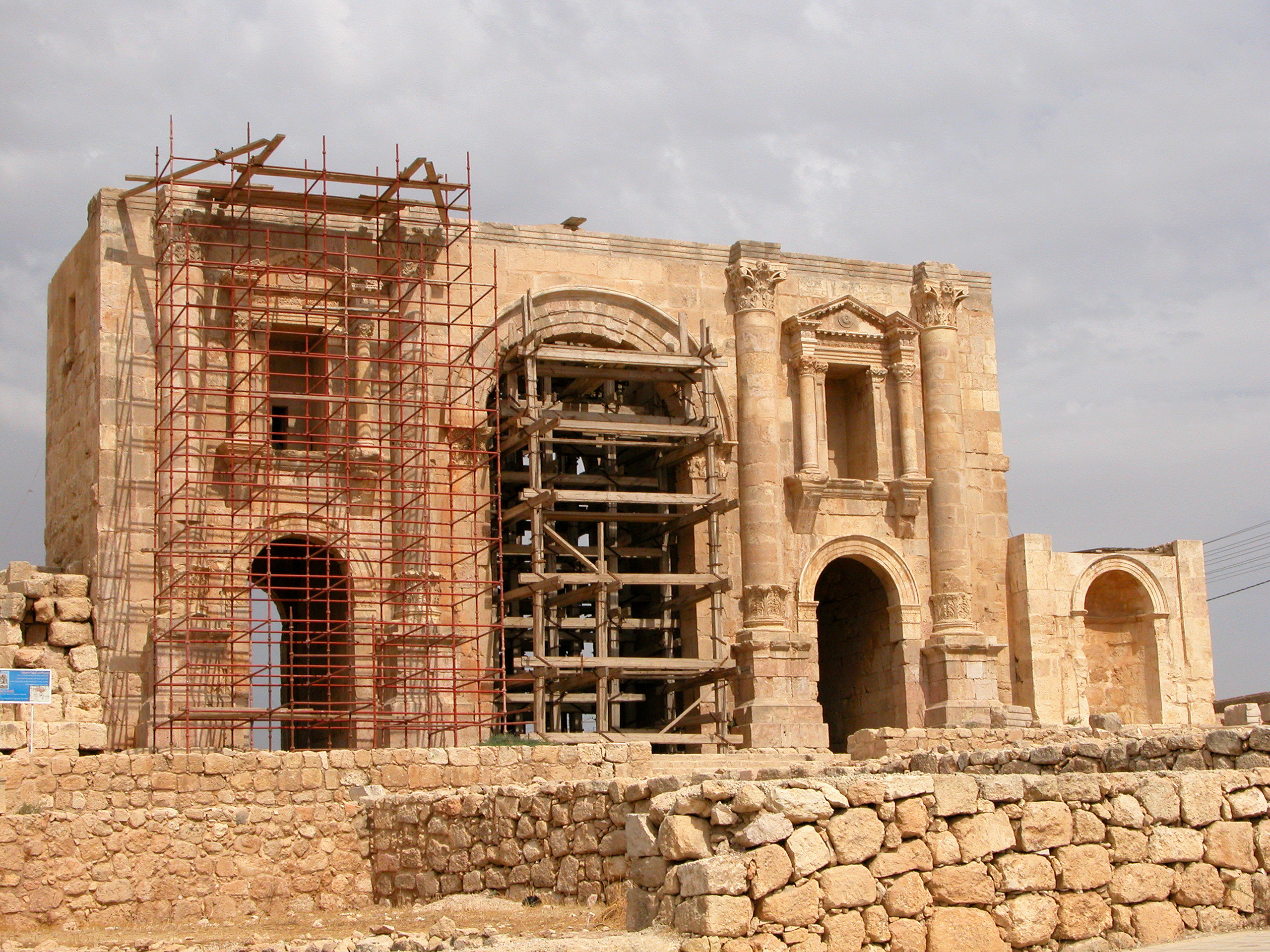
Reconstruction,  en 2004.
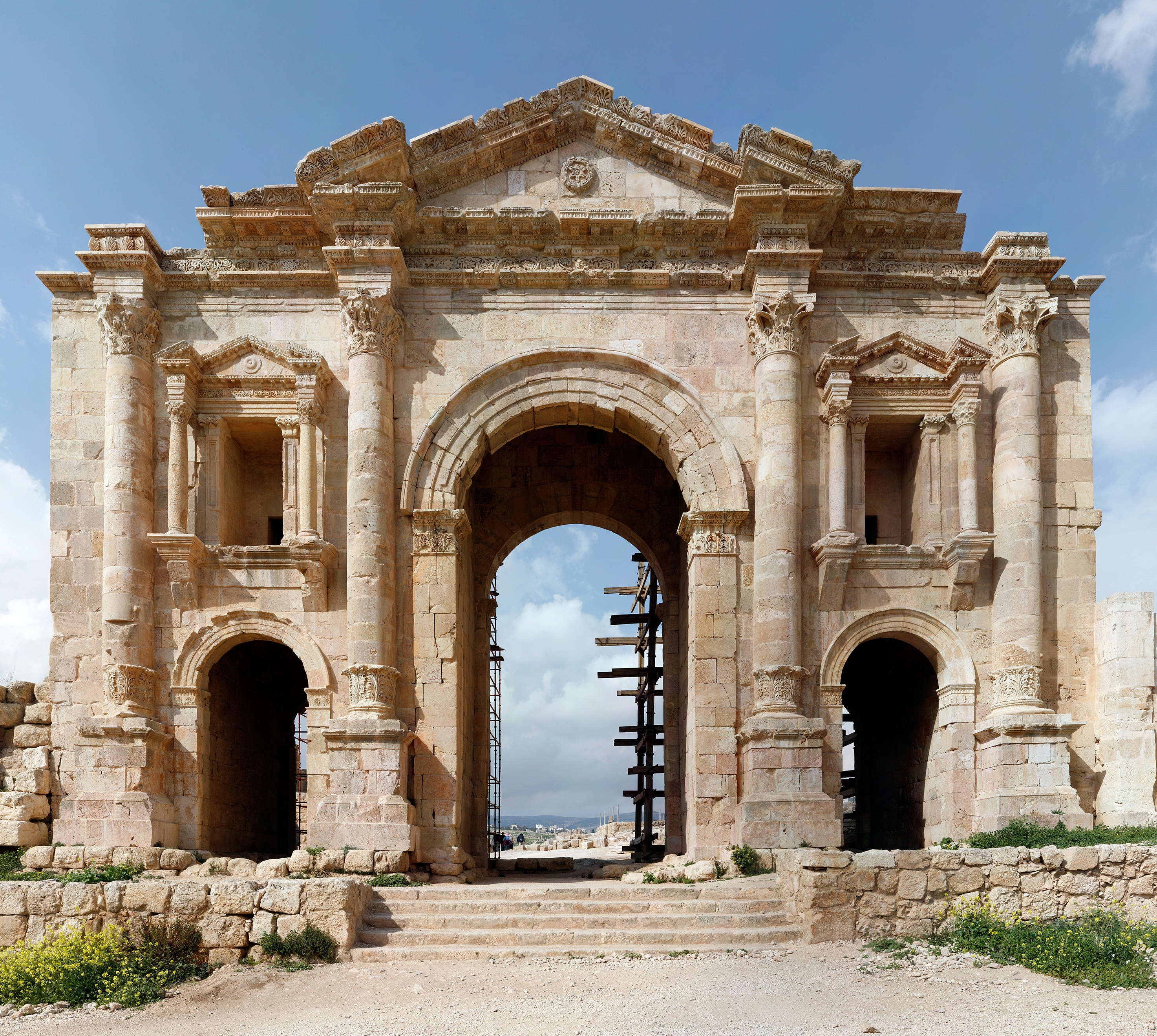
L'arc d'Hadrien reconstitué, en 2008.

### Hippodrome
L'hippodrome de Gerasa est probablement l'un des plus petits du monde romain. À l'époque byzantine, fortement touché par les tremblements de terre, il ne fut pas reconstruit, mais occupé par la population locale, notamment pour abriter des ateliers de poterie, visibles grâce aux fameux fours en brique ; un diacre y fit édifier son église en réaménageant trois locaux désaffectés de l'hippodrome, qu'il pava de mosaïques.

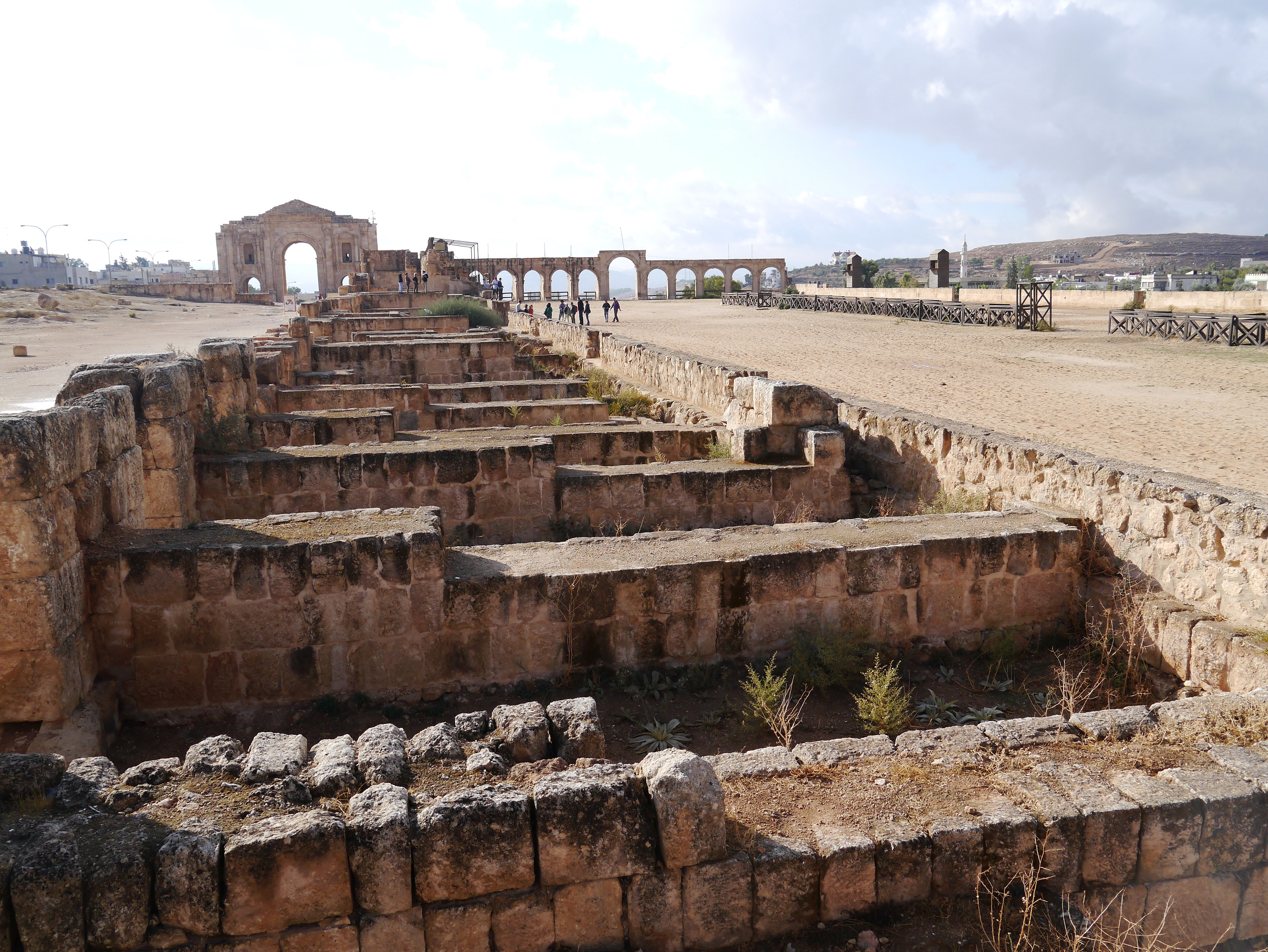
L'hippodrome, vu du nord : piste et substructions des gradins. Arc d'Hadrien reconstruit  au fond  à gauche.
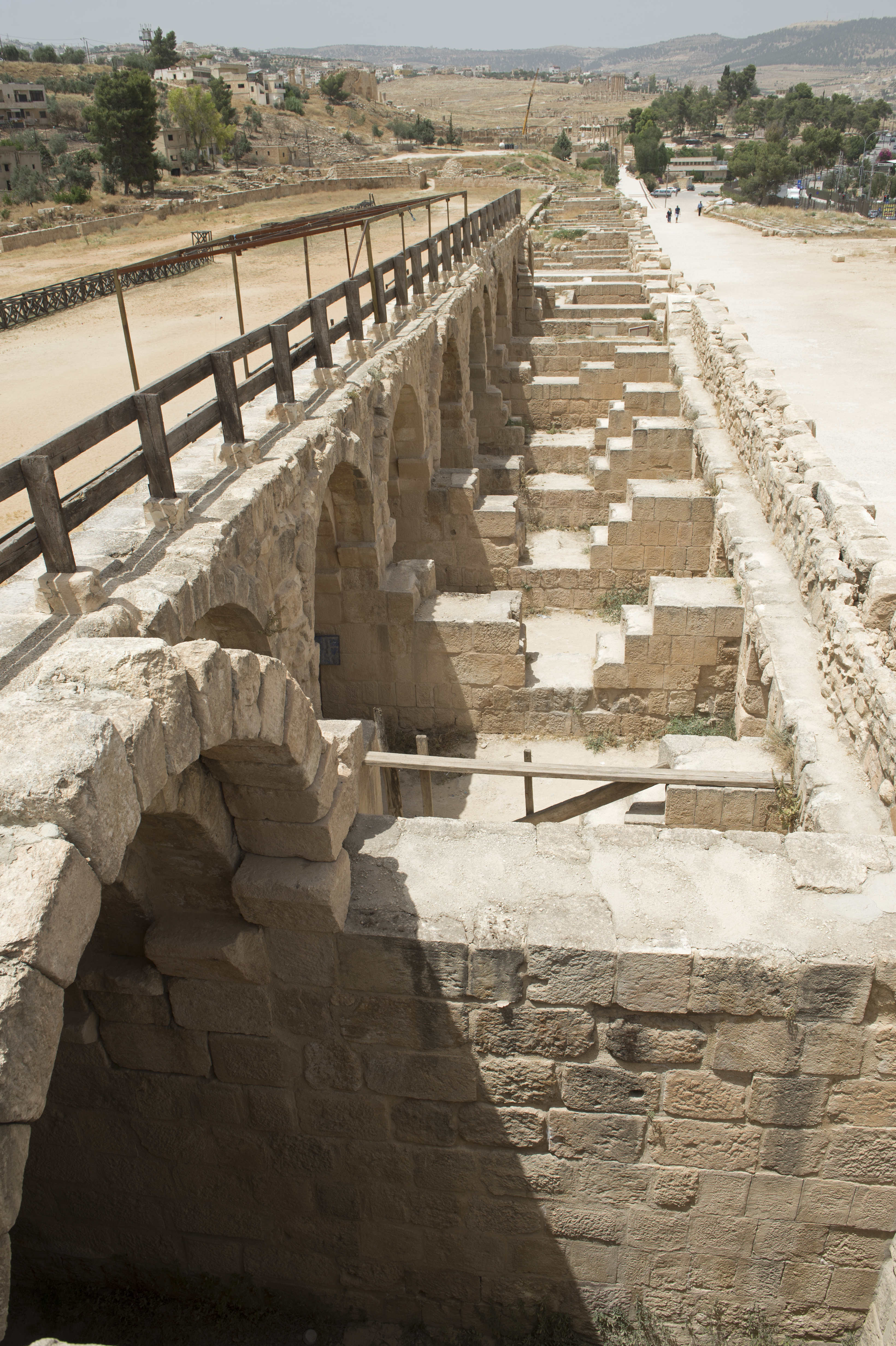
L'hippodrome vu du sud, en regardant vers la ville.
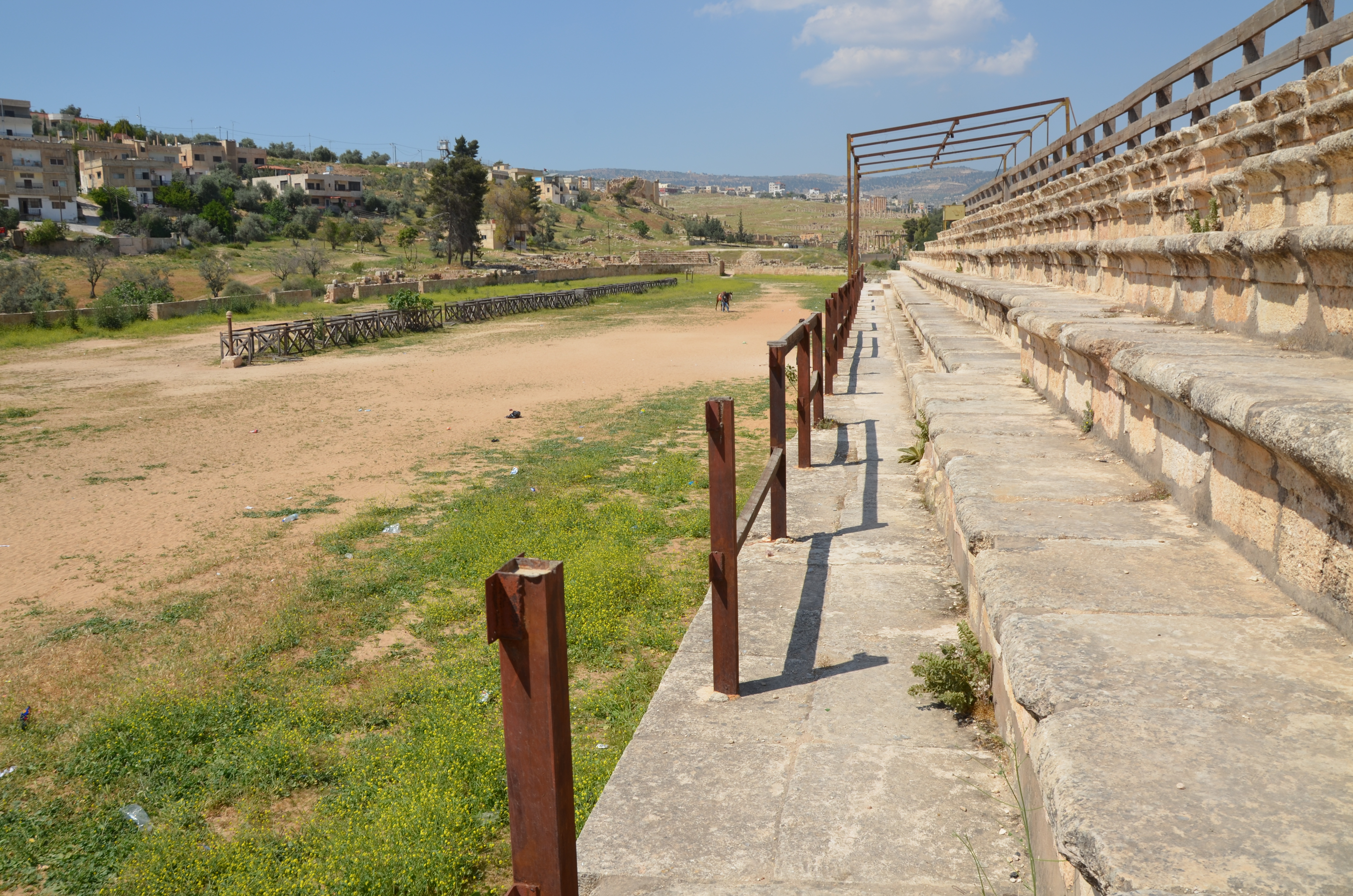
Piste et section de gradins, vues du sud.

### Théâtre du sud
Le théâtre du sud a été bâti entre 90 et 92 après J.-C. Il comportait 32 rangées de sièges pouvant accueillir jusqu'à 5 000 spectateurs. Le théâtre est construit à flanc de colline à l'ouest du temple de Zeus, et le niveau supérieur a une voûte en berceau. La scène est conçue dans un style romain classique, avec deux portes latérales voûtées et trois entrées faisant partie du décor. Les spectateurs n'étaient pas aveuglés par la lumière du soleil, car le théâtre faisait face au nord.

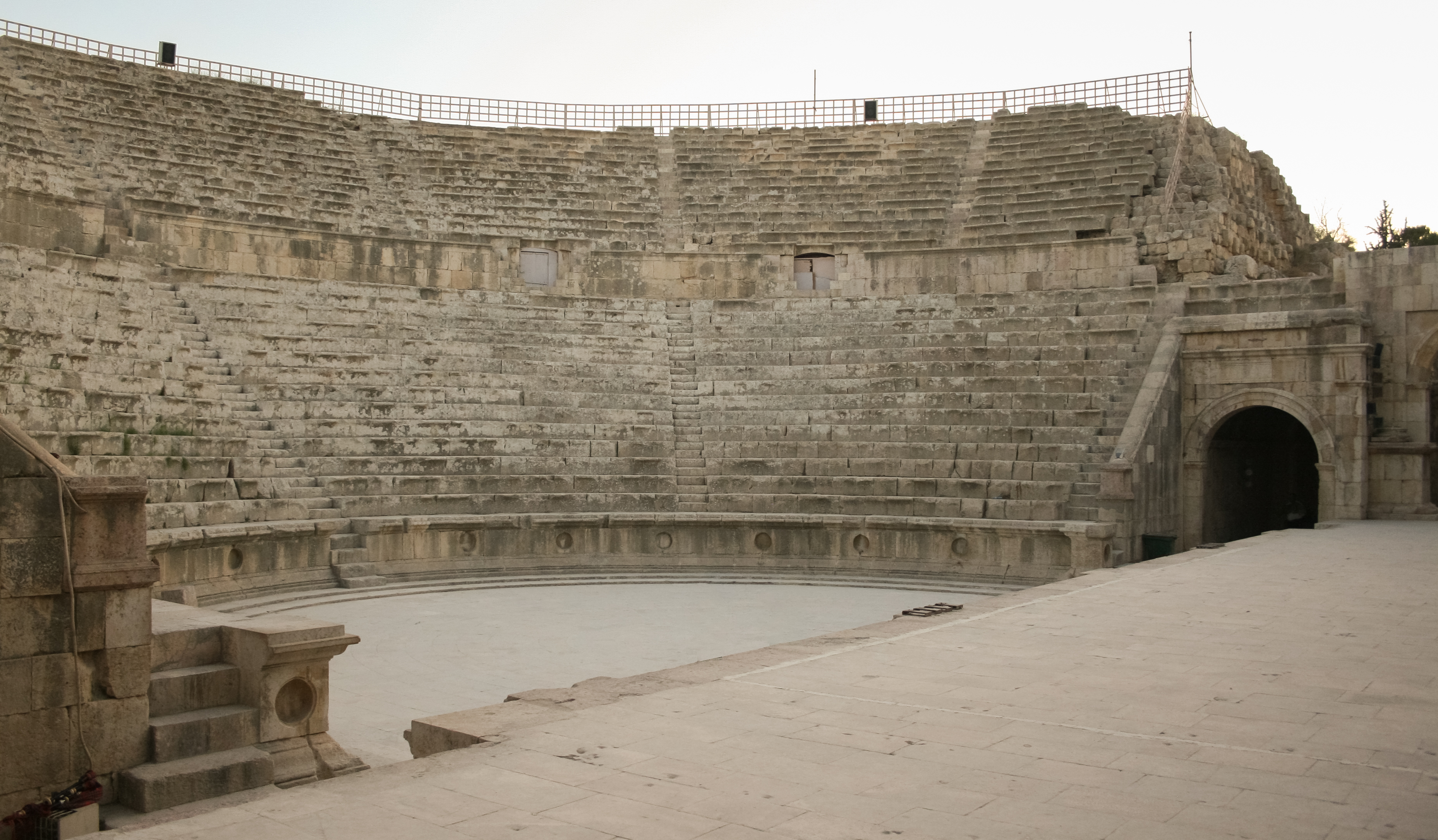
Théâtre sud.
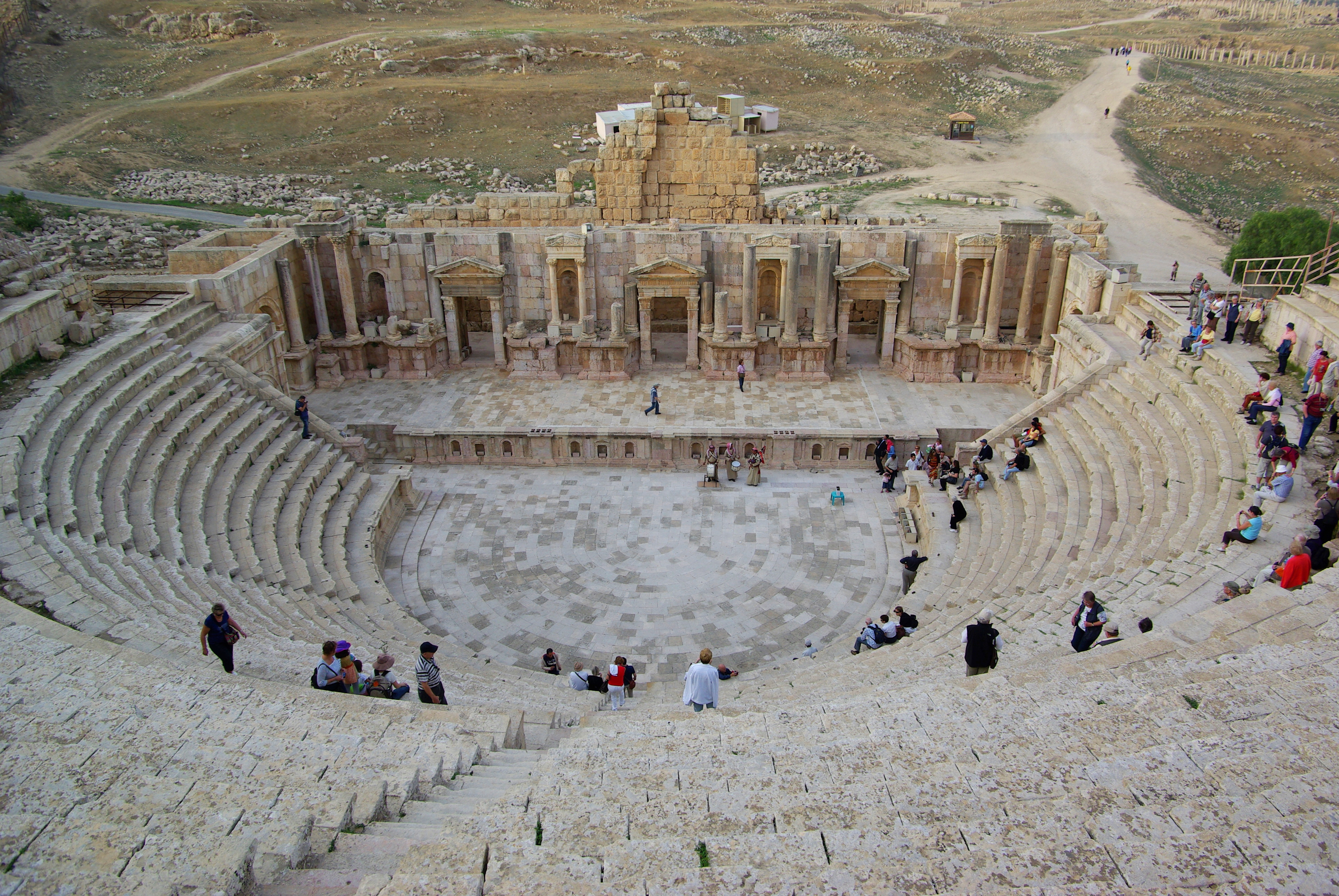
Théâtre du sud.

### Temple de Zeus

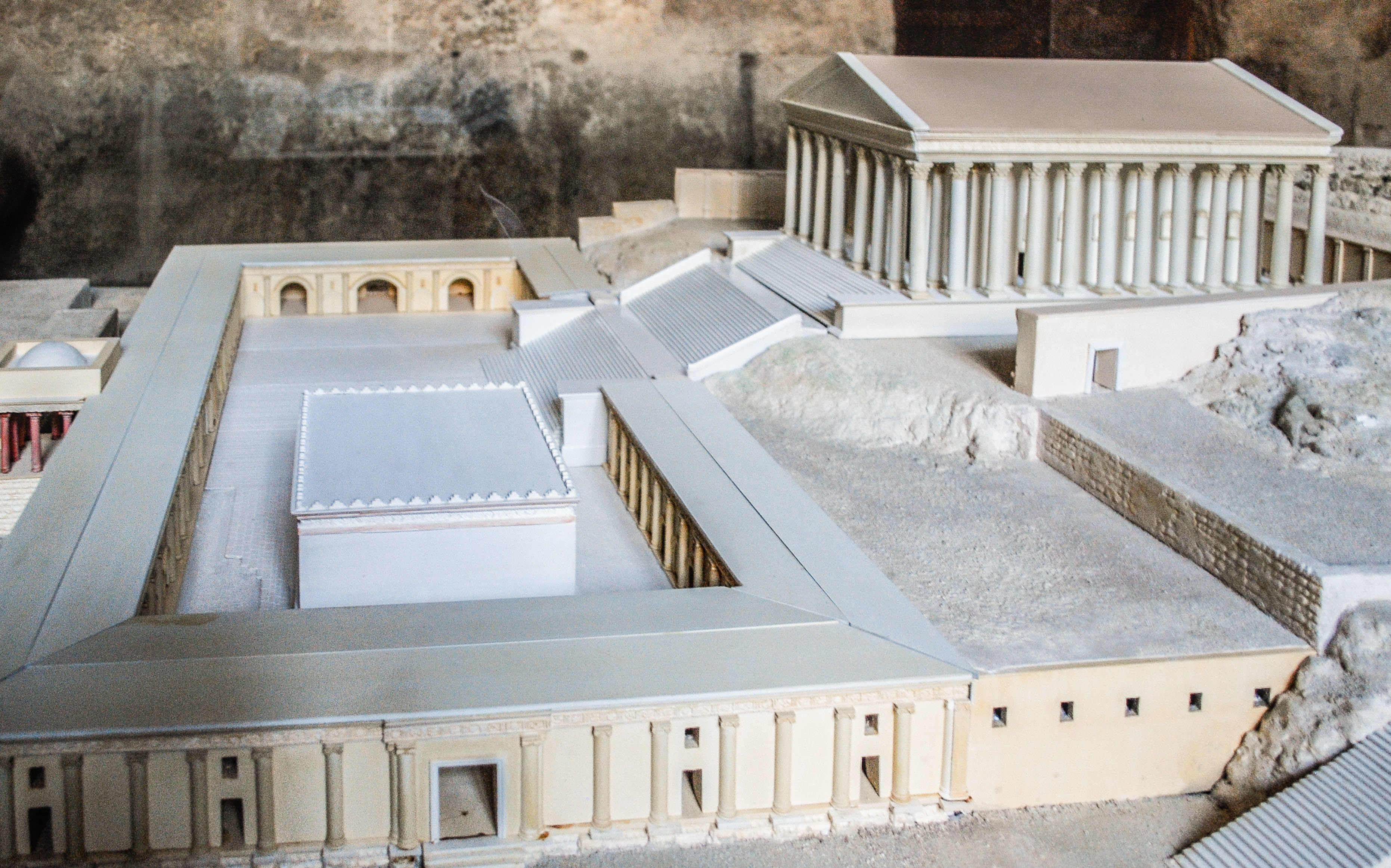
Maquette du sanctuaire de Zeus.

Le sanctuaire de Zeus Olympien est un vaste ensemble monumental qui s'étage à flanc de colline. Depuis ses origines aux VIIe – VIe siècles jusqu’à son développement maximum au milieu du IIe siècle apr. J.-C., ce sanctuaire a vu se succéder de nombreuses constructions et des agrandissements.
Les deux grands temples de Zeus et d'Artémis furent construits essentiellement au milieu du IIe siècle apr. J.-C., entretenant une rivalité entre les fidèles de chacune des deux divinités.
Un autre temple, sous l'église Saint-Théodore, était probablement dédié à Dionysos. Un quatrième temple, réduit à ses fondations, a été nommé « temple C » par les membres de l'équipe américano-britannique des années 1930, aucun indice n'ayant été retrouvé pour dire à quel dieu il était voué.

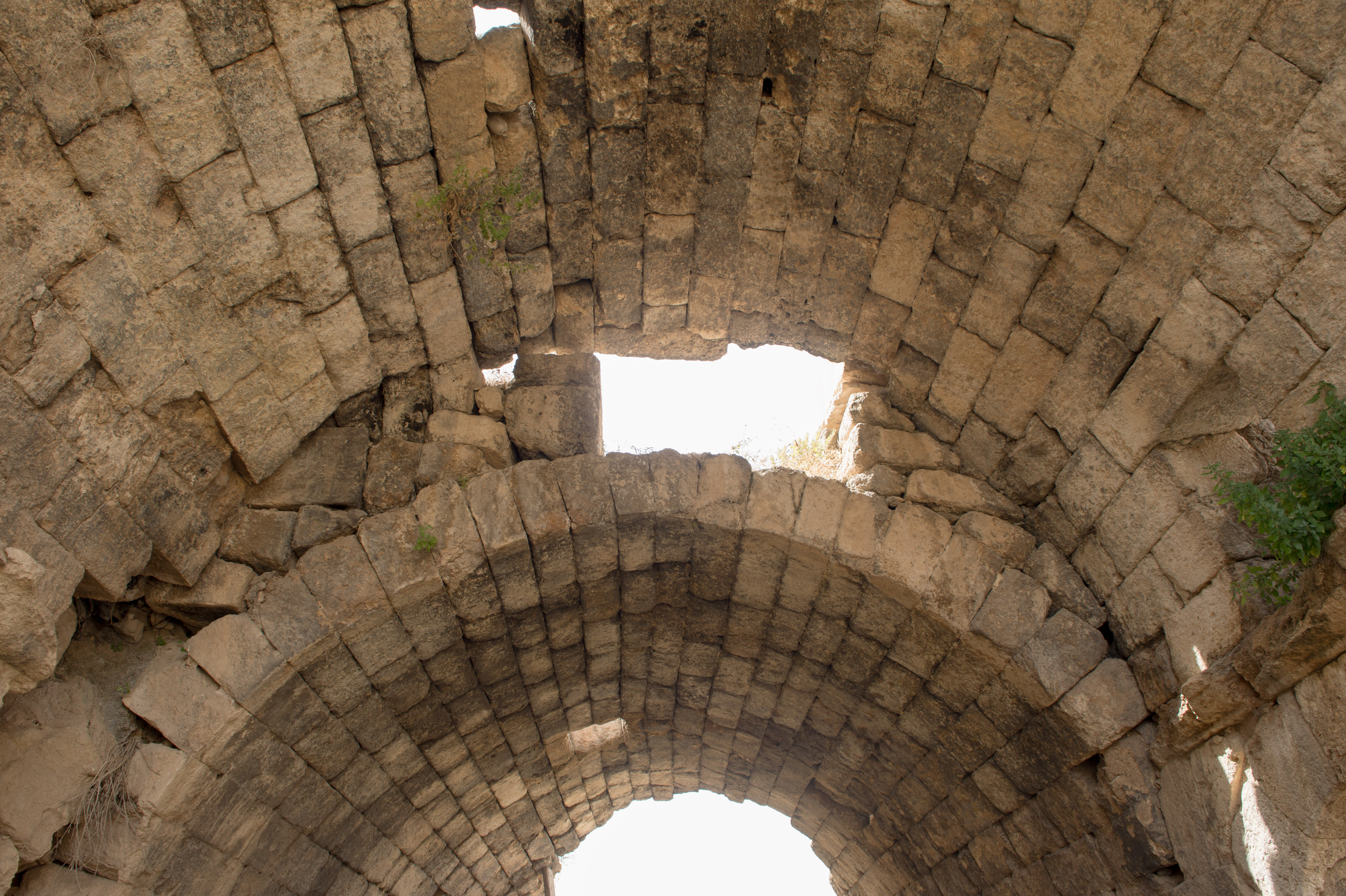
Voûte en berceau supportant la terrasse.

Le temple de Zeus a été établi sur une énorme voûte en berceau construite sur la pente qui domine le forum ovale. Un temple dédié à Zeus avait probablement existé sur le site à l'époque hellénistique : l'implantation du temple ne correspond pas au plan d'une ville romaine. Les ruines datent du IIe siècle après J.-C. et présentent des murs dont certaines parties s'élèvent encore à 10 m de haut. Le temple lui-même reposait sur une plate-forme de 41 m de long et 28 m de large. Suivant le style de construction syro-nabatéen, un escalier menait au toit de la cella. Le sanctuaire était entouré de 38 colonnes, dont trois d'origine sont encore en place aujourd'hui, tandis que d'autres colonnes ont été de nouveau érigées dans le cadre du programme de restauration de l'Administration jordanienne des antiquités.

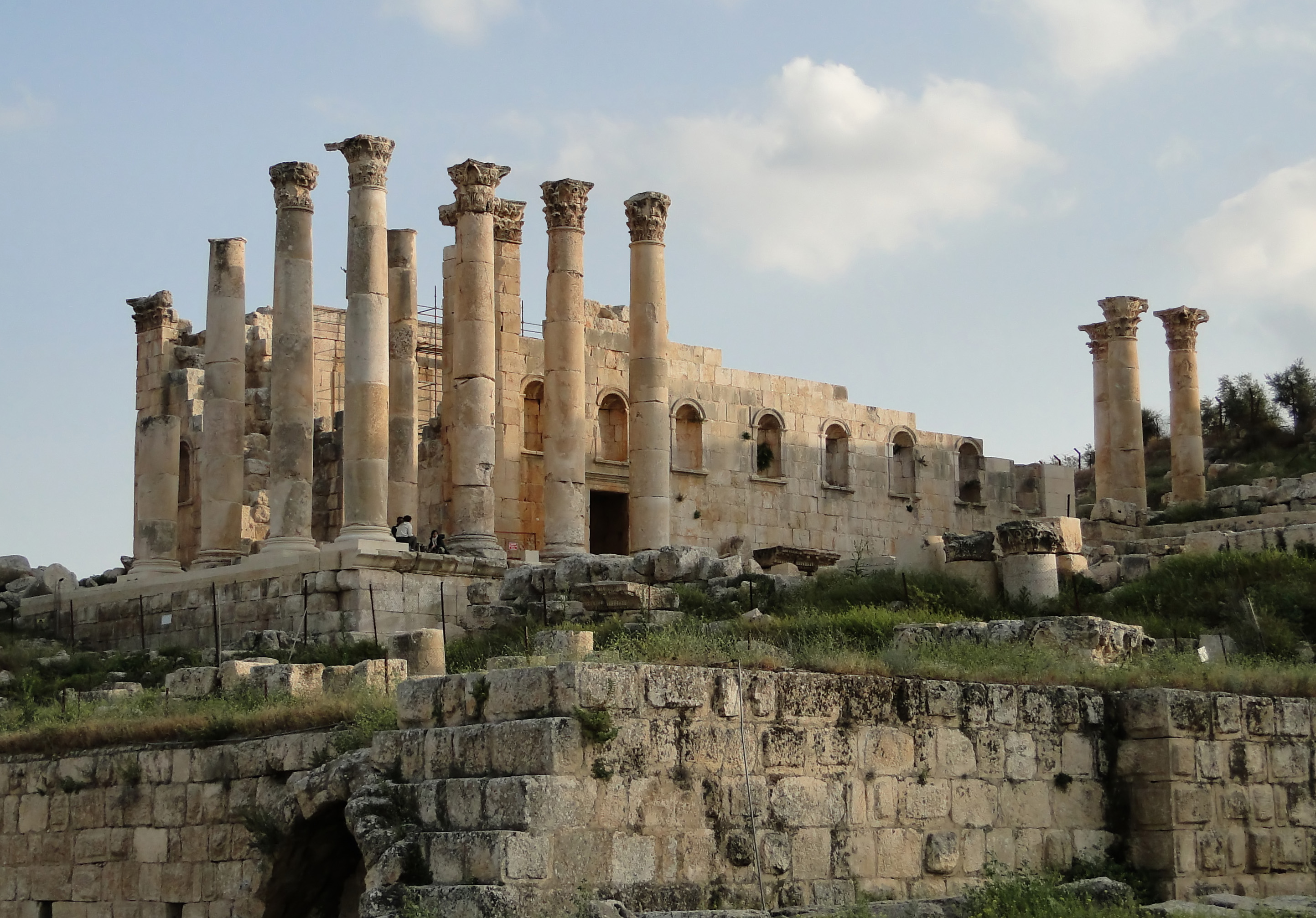
Temple de Zeus.
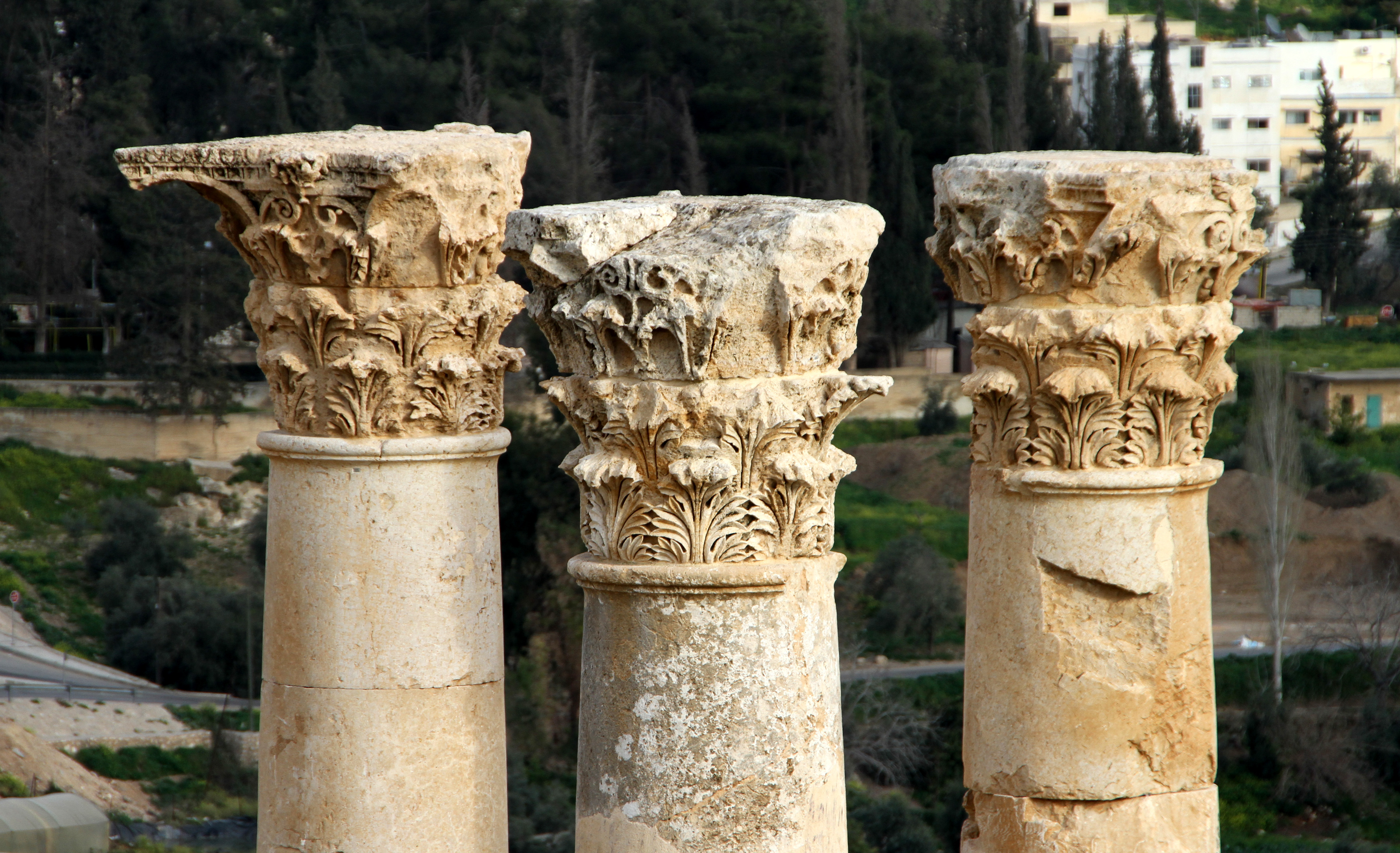
Colonnes du temple de Zeus.

### Forum ovale
Le forum ovale se trouve au pied du temple de Zeus. Ses dimensions sont de 90 × 80 mètres. L'ovale est bordé de colonnades. L'endroit a été choisi stratégiquement, couvrant une dépression naturelle. Pour compenser cela, le forum a été construit sur une sous-structure de 6 à 8 mètres de haut. Le contour en forme de poire n'est pas typique d'un forum romain et la vocation de la place du marché ovale reste controversée : c'était soit un lieu de commerce, soit un lieu de sacrifice.
Le forum ovale de Gerasa est probablement le plus grand forum de l'Empire romain : faisant à la fois office de place publique, d'agora et de marché (de nombreuses boutiques ont été retrouvées à ses abords), c'est un élément essentiel de l'urbanisme de la ville qui permet, par un artifice architectural, de faire la jonction visuelle entre le cardo maximus et le sanctuaire de Zeus qui semble ainsi se trouver dans la continuité de la voie principale de la cité.

Le forum ovale
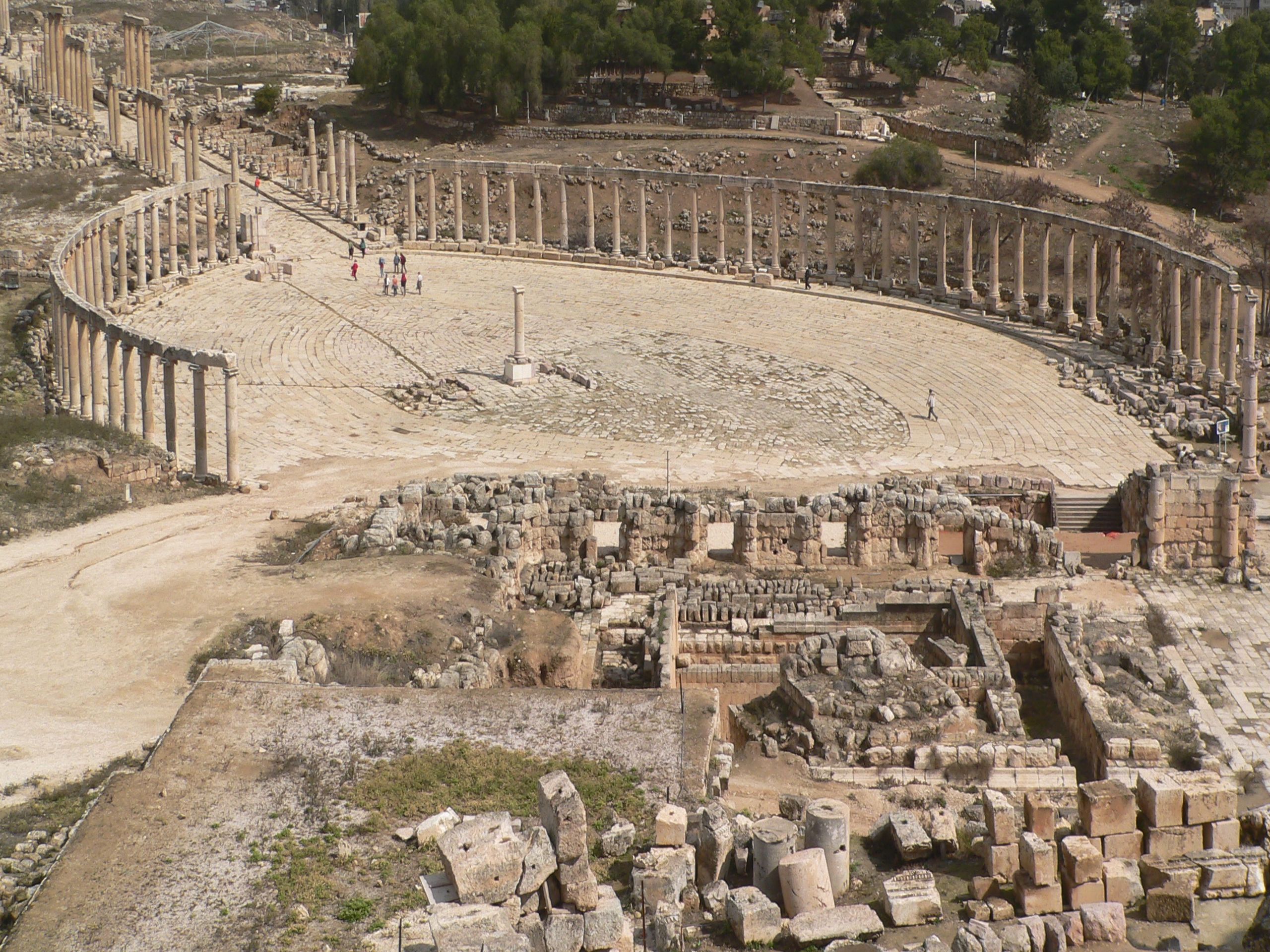
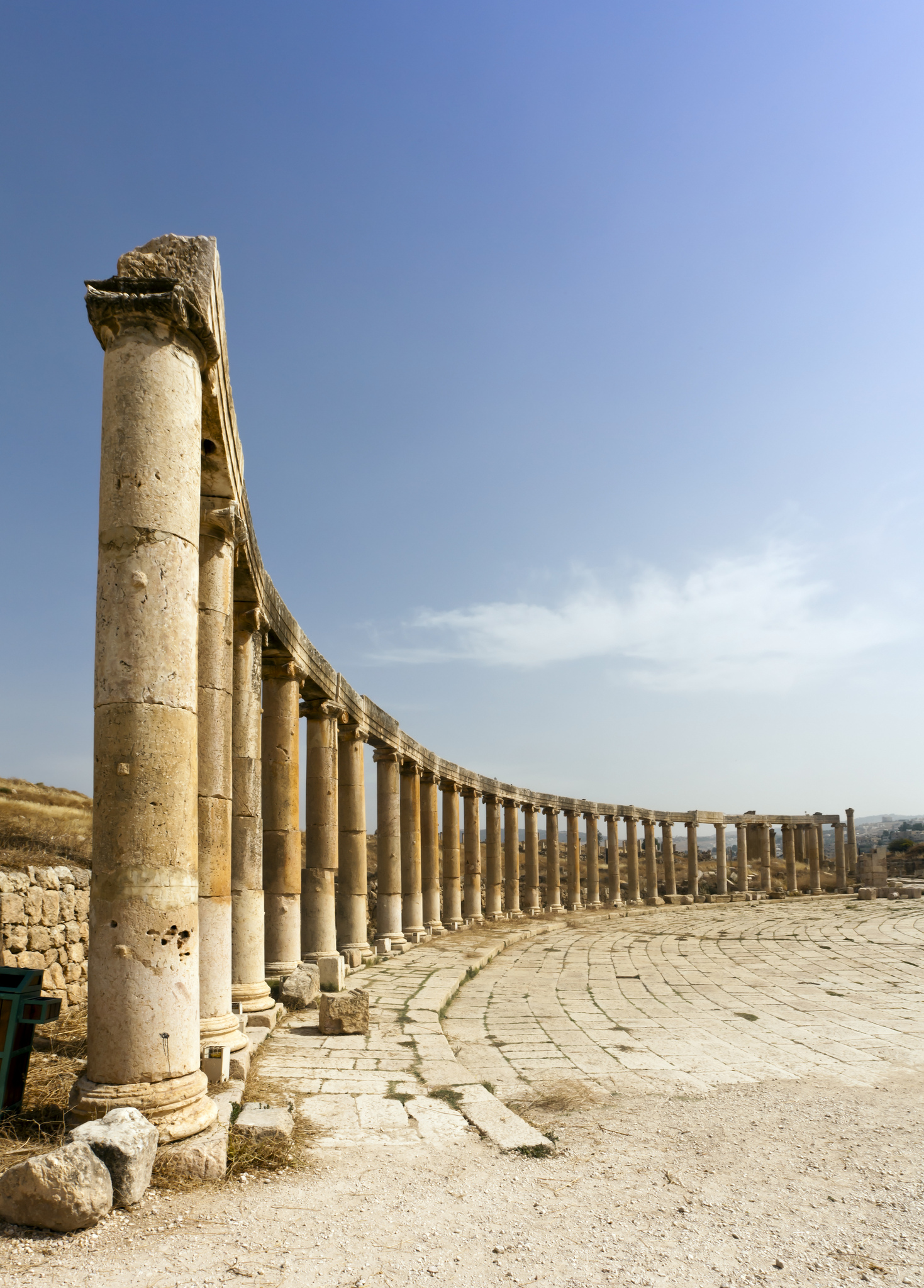
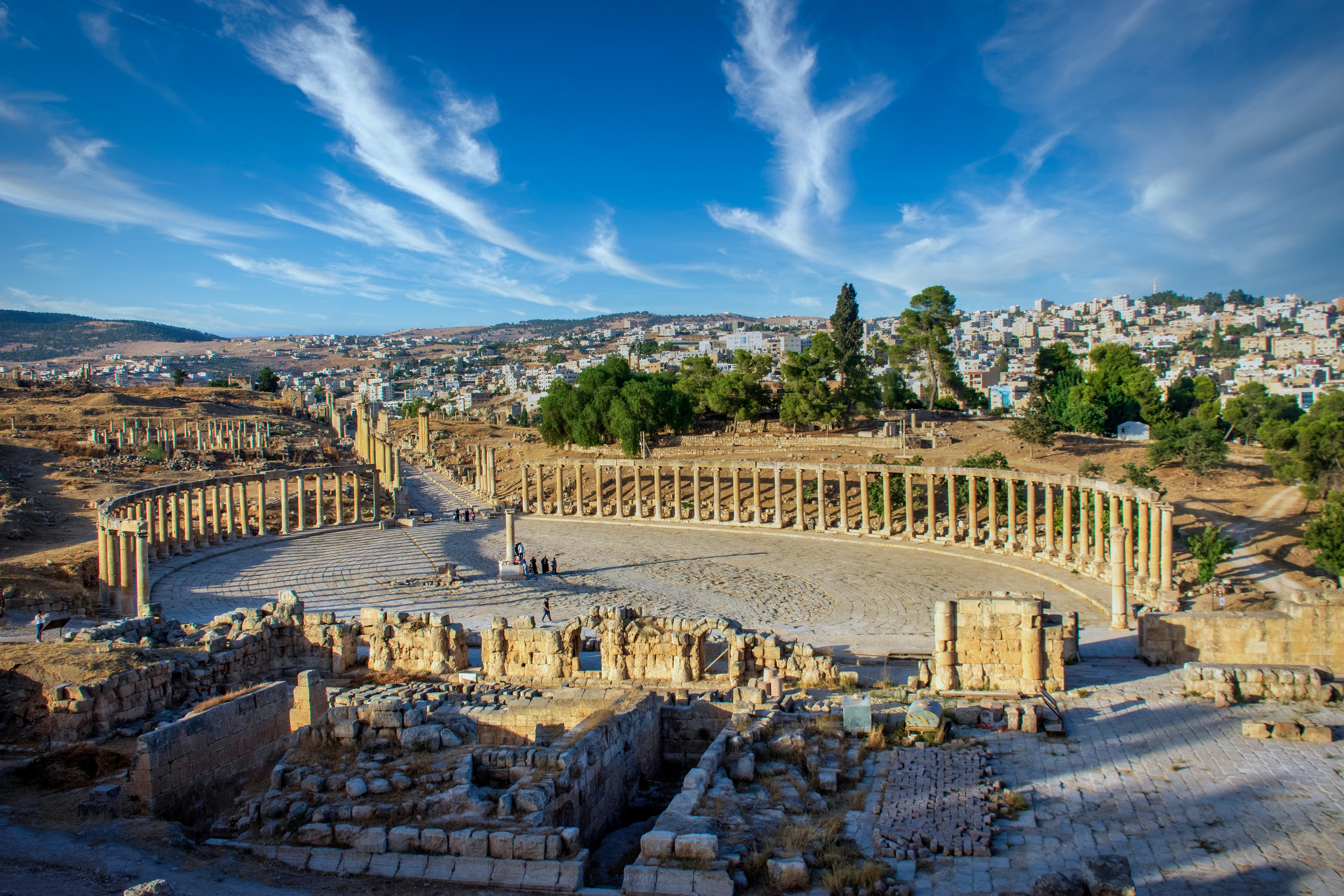

### Cardo maximus, portes et tétrapyles
Le cardo maximus est la voie principale de la ville. Bordée de colonnades, elle dessert les espaces publics et la plupart des monuments, entre les portes nord et sud : théâtres, temples, marchés. Deux tétrapyles marquent le croisement avec les deux grandes artères est-ouest (decumanus).

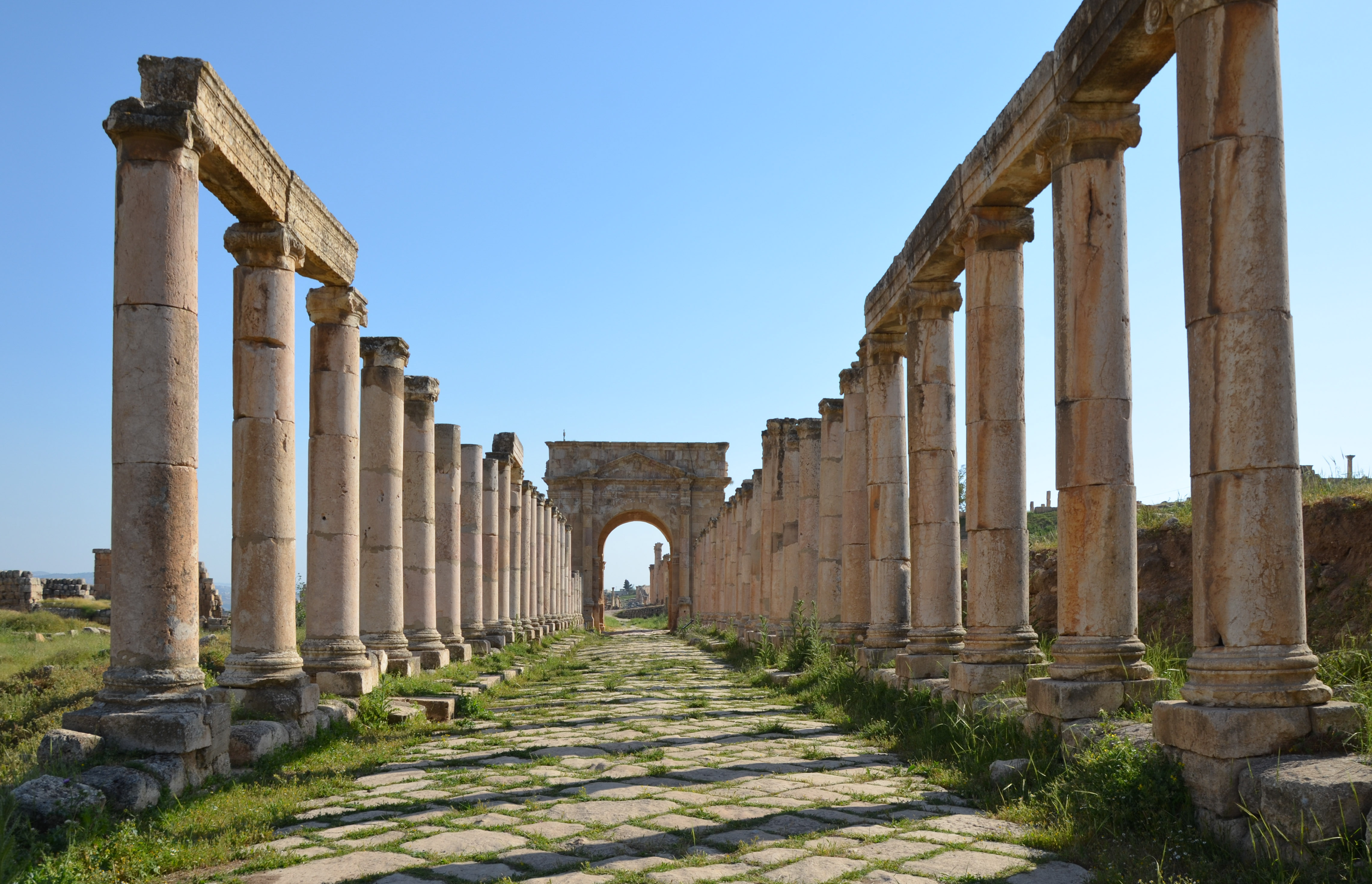
Tétrapyle nord, colonnades et dallage en oblique du cardo maximus.

Le Cardo Maximus de Jerash, en Jordanie, est une voie principale construite sous le règne de l'empereur Trajan au début du IIe siècle après J.-C. Elle faisait partie d'un vaste projet d'urbanisation visant à intégrer Jerash dans le réseau commercial et culturel de l'Empire romain. Cette rue pavée de 800 mètres, bordée de colonnes corinthiennes, servait de colonne vertébrale à la ville, facilitant le commerce, le transport et les échanges culturels.
Jerash, connue sous le nom de Gerasa à l'époque romaine, était un important centre commercial et culturel. La construction du Cardo Maximus marquait une étape clé dans l'intégration de la ville à l'Empire romain. En 614 après J.-C., l'invasion des Perses Sassanides a causé des dommages significatifs à Jerash, mais la ville a continué à jouer un rôle crucial dans la région jusqu'à son déclin au VIIIe siècle.

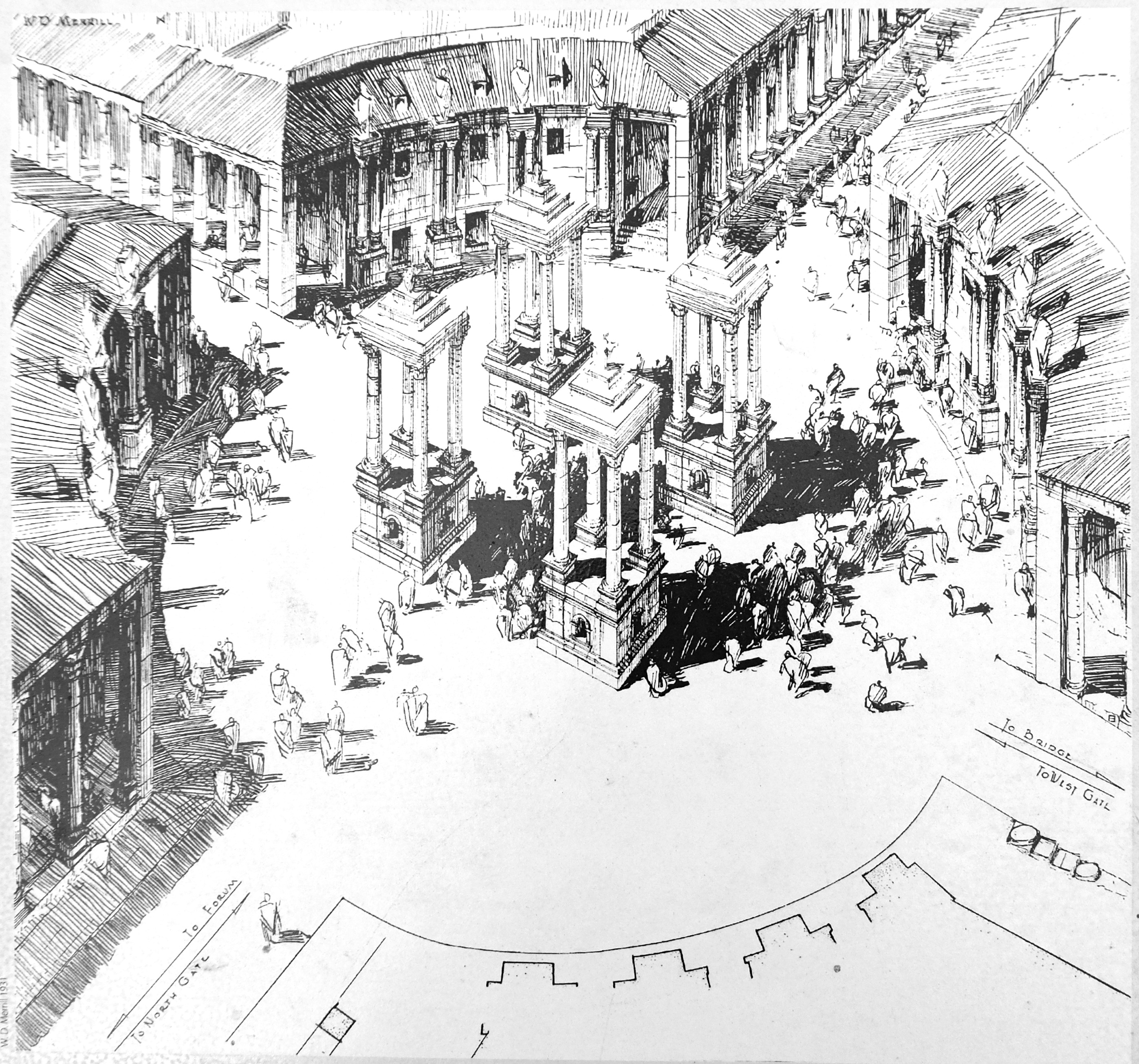
Reconstitution du tétrapyle sud.

L'architecture du Cardo Maximus illustre l'innovation romaine avec ses larges dalles de pierre calcaire pour un drainage efficace et ses trottoirs surélevés pour la sécurité des piétons. Les colonnades offraient un abri contre les intempéries, transformant la rue en une zone commerçante animée. Les pierres de taille massive utilisées pour la construction démontrent la maîtrise technique des tailleurs de pierre romains.
Au fil des siècles, le Cardo Maximus a subi des transformations, notamment des restaurations sous les Byzantins et les Omeyyades, et des dommages causés par des tremblements de terre, notamment celui de 749 après J.-C. Aujourd'hui, le Cardo Maximus est bien conservé, mais fait face à des défis de conservation, notamment l'érosion naturelle et l'impact du tourisme. Des efforts de préservation sont en cours pour protéger cette rue historique contre les dégradations futures.
Le Cardo Maximus est un témoignage impressionnant de l'urbanisme romain et de l'importance de Jerash dans l'Empire romain, représentant un axe commercial vital et un lieu de rassemblement social et culturel.

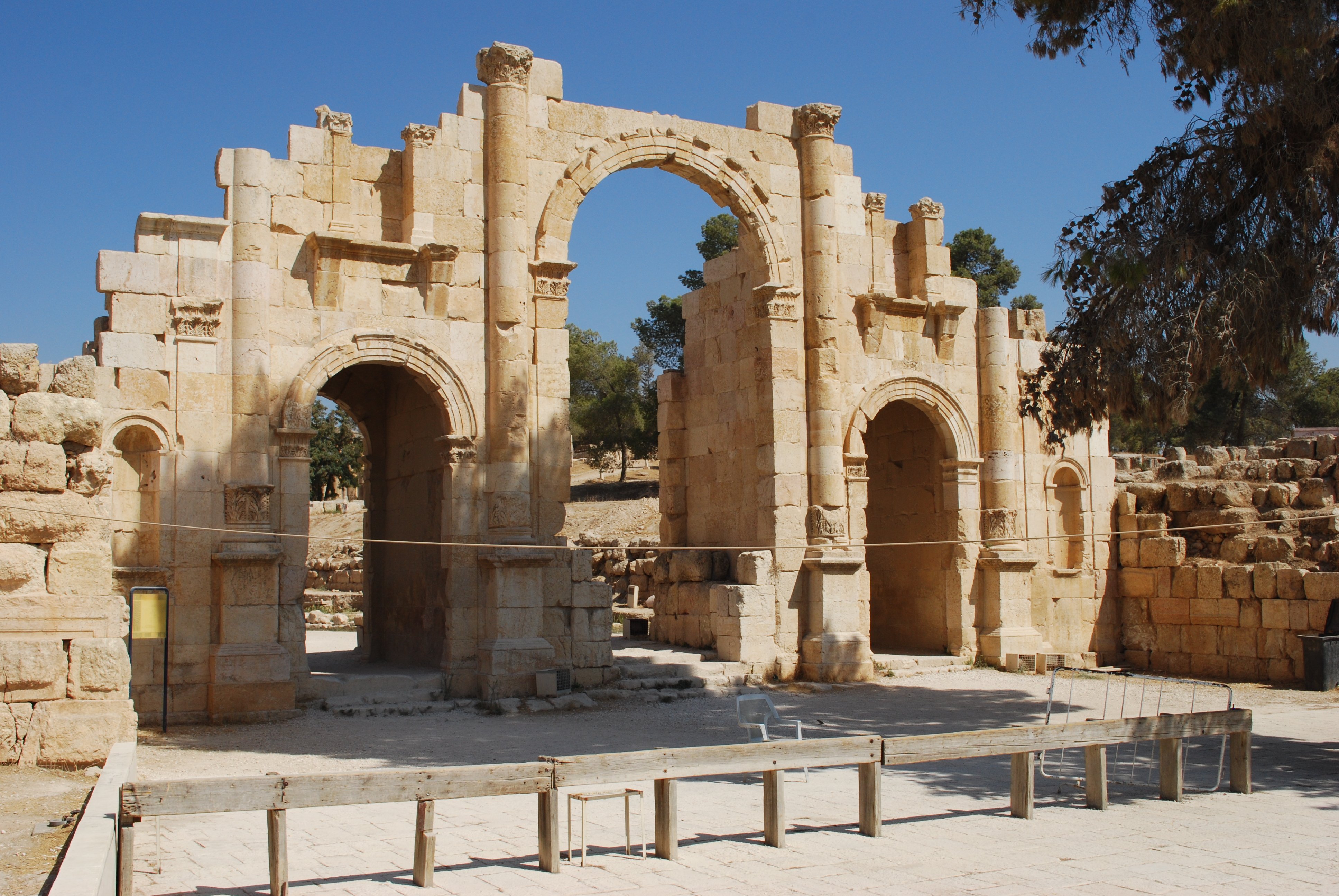
Porte sud.
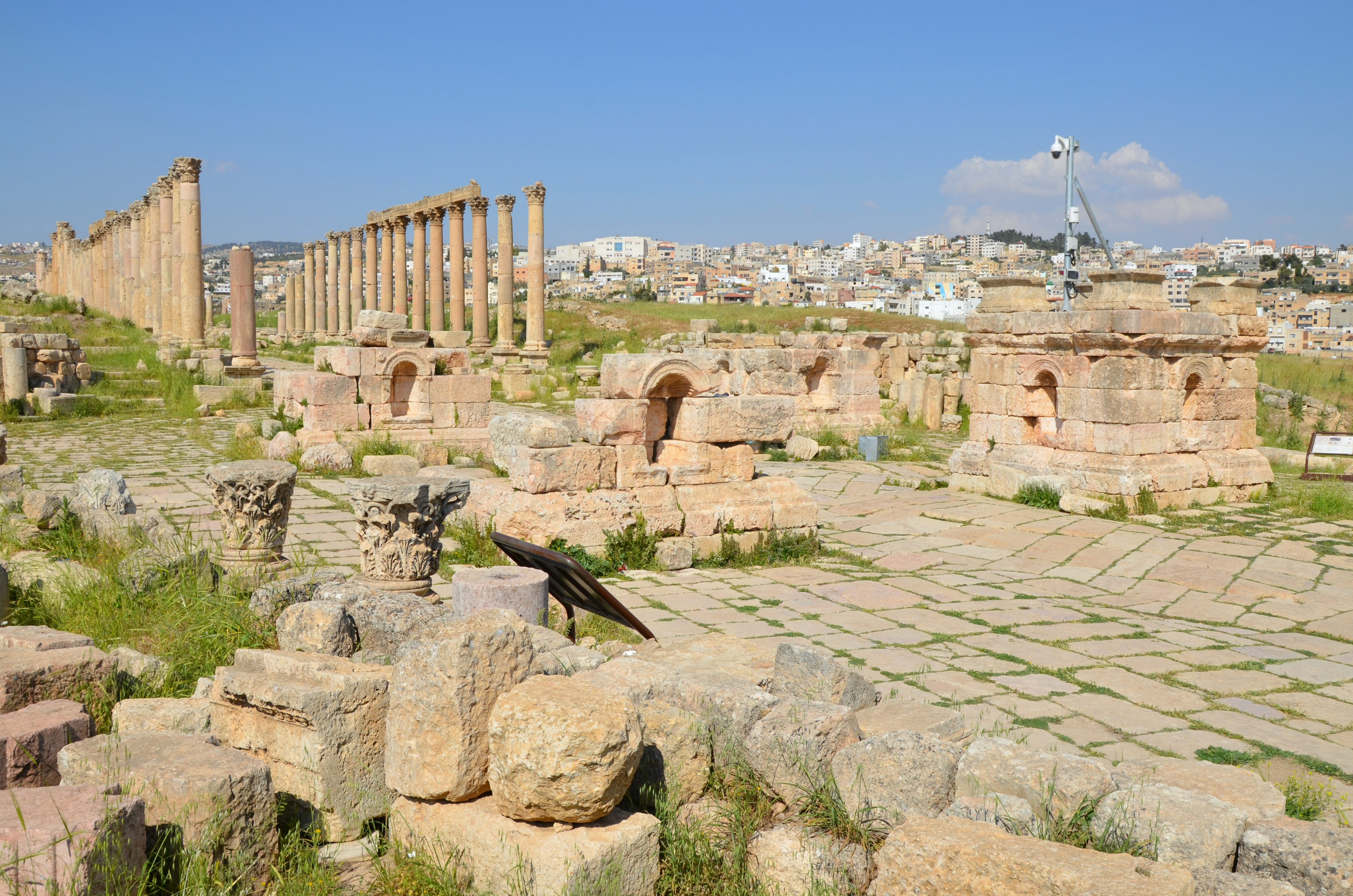
Vestiges du tétrapyle sud.
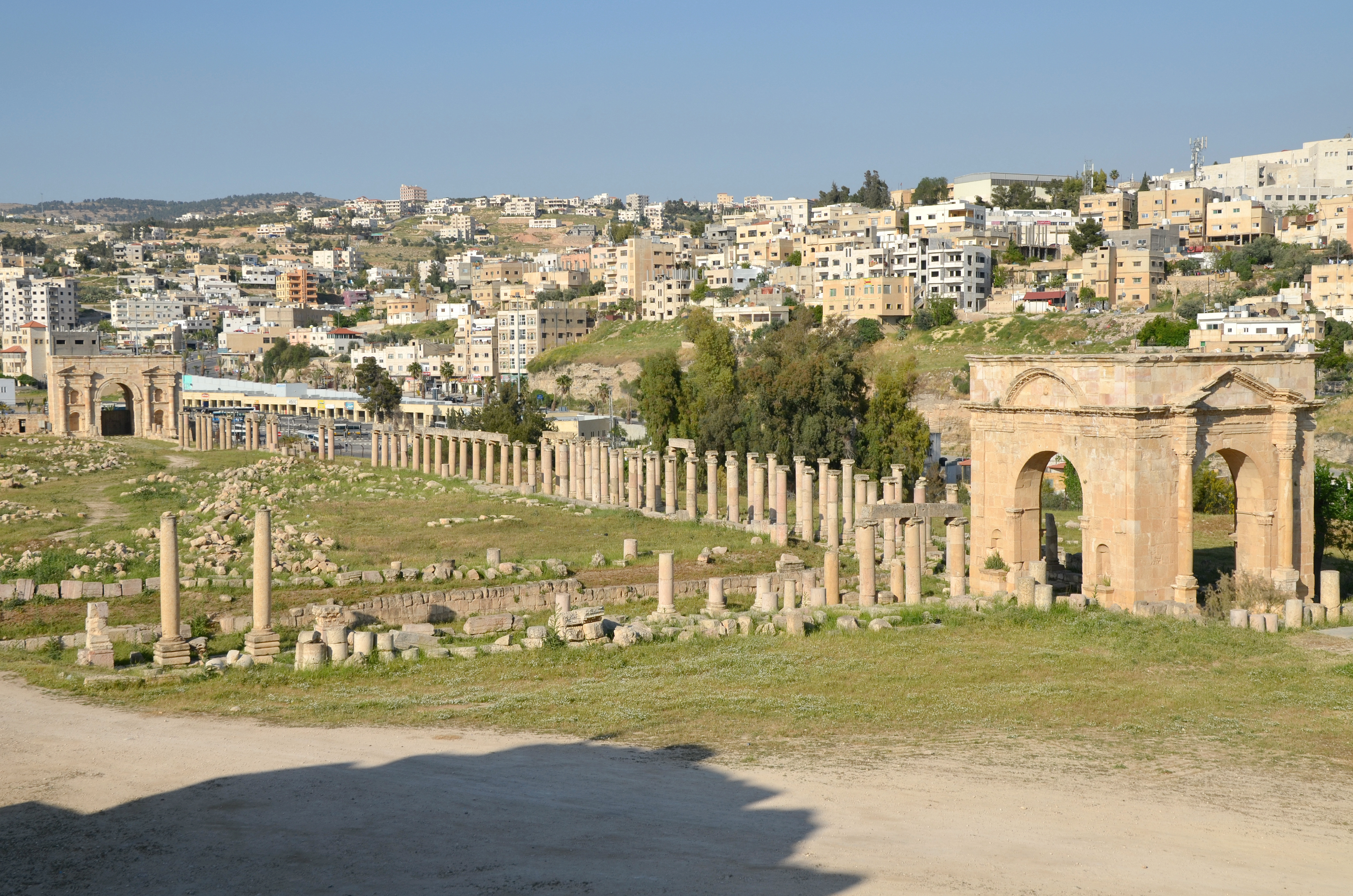
Porte nord, cardo maximus et tétrapyle nord.
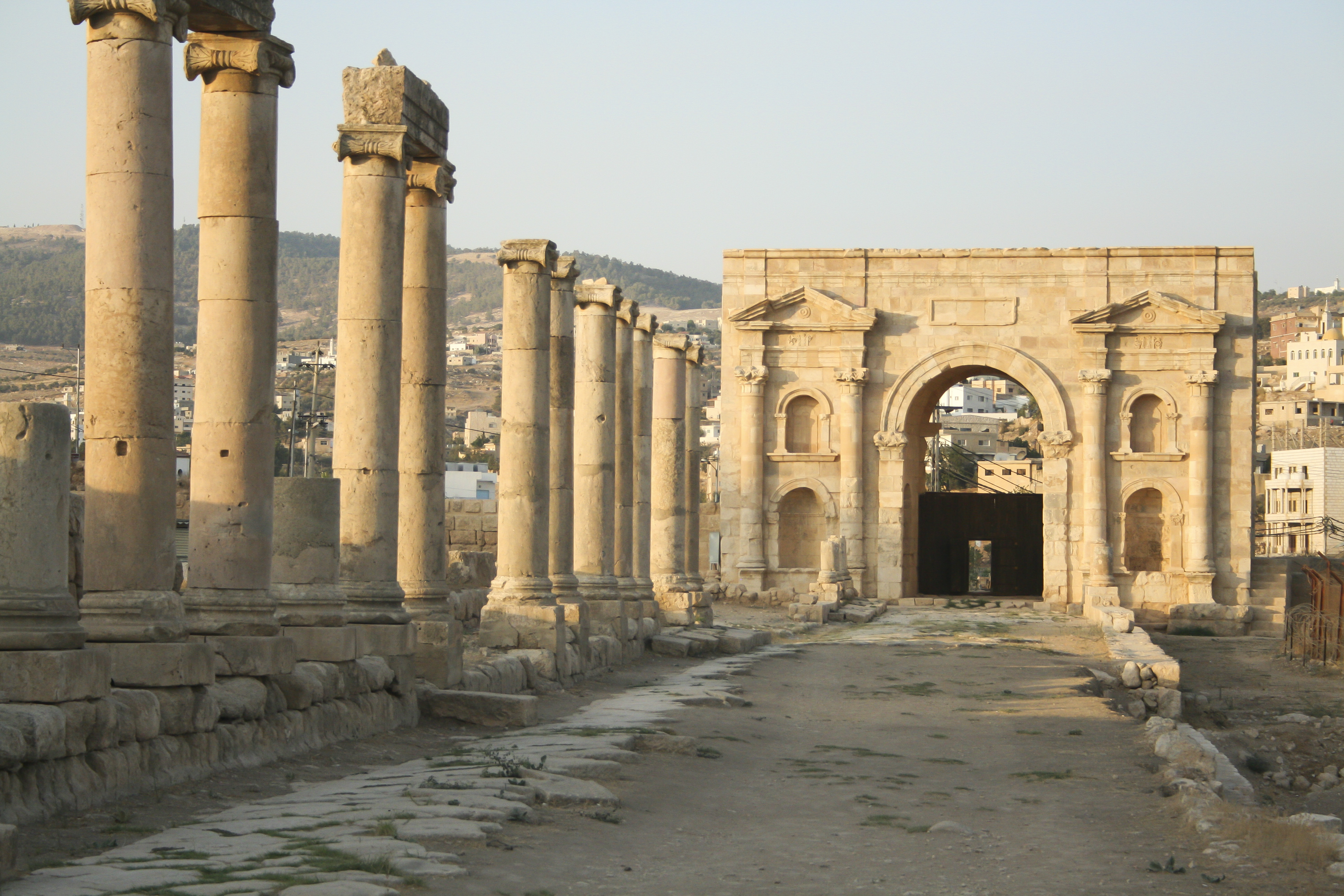
Cardo maximus et porte nord.

### Marché (macellum)
Le macellum ou marché était un lieu central pour le commerce, fortement présent dans la cité, comme on peut le voir d'après les nombreuses boutiques qui bordent les rues.
Le macellum, construit dans le premier quart du IIe siècle de notre ère, a d'abord été considéré comme l'agora de la ville, le pendant politique du forum ovale. On le considère désormais comme un marché alimentaire. Au centre se trouve un octogone, autour duquel l'argent aurait été changé. Des lions soutenaient un banc qui a pu servir d'étal pour exposer les marchandises. Le sol était recouvert de mosaïques.

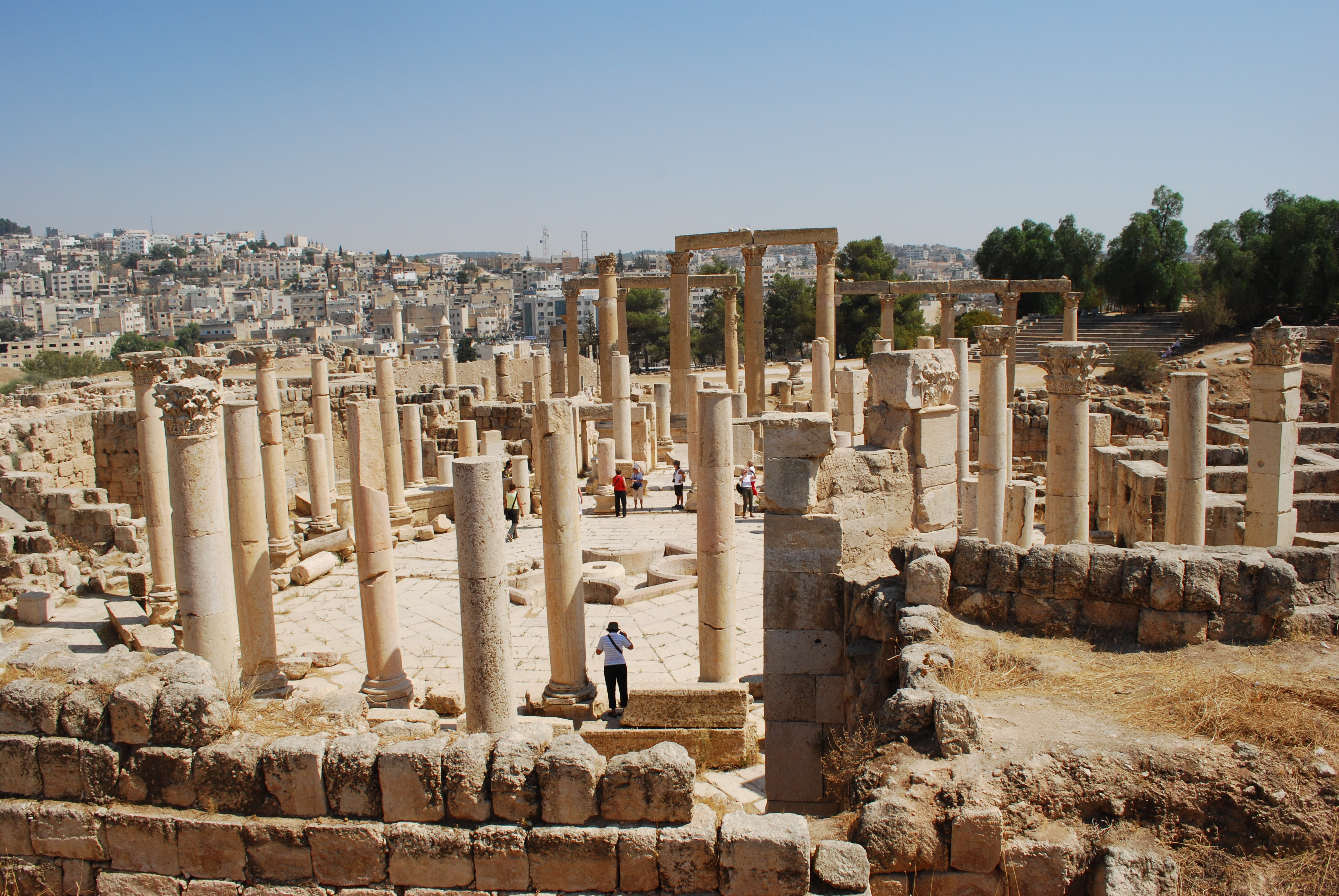
Macellum, vue d'ensemble.
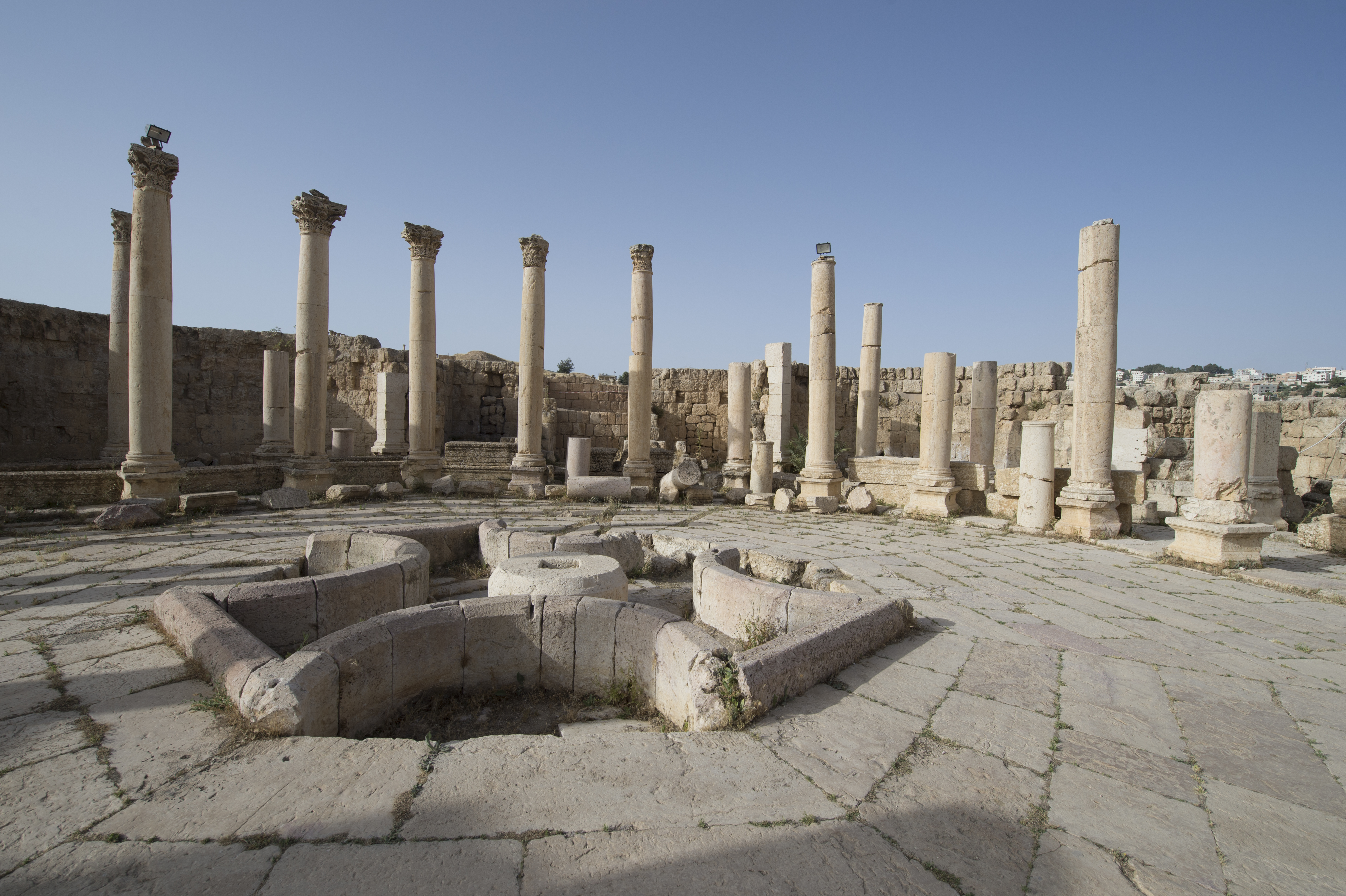
Octogone des changeurs.
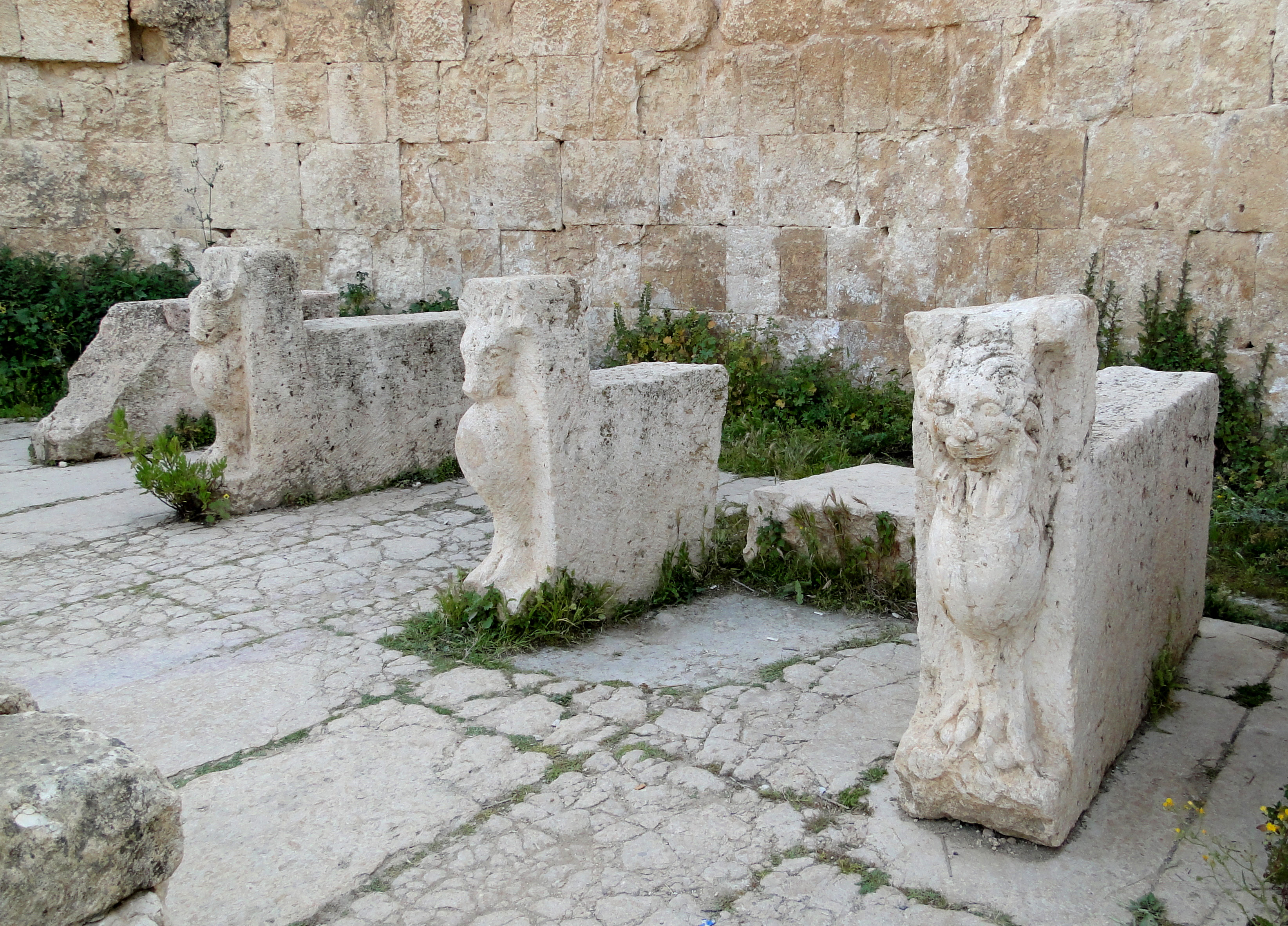
Lions sculptés, supportant un banc pour étaler les marchandises.

### Nymphée
Le magnifique nymphée, large de 22 mètres, date également du IIe siècle. Le sanctuaire à deux étages dédié aux nymphes de l'eau est l'un des bâtiments les mieux conservés de l'ancienne Gerasa. L'étage inférieur du nymphée était recouvert de marbre. Celui du haut était orné de fresques, dont certaines sont encore visibles. La construction du toit est frappante : un demi-dôme avec un pignon brisé, qui s'arque au-dessus d'une grande fontaine magnifique. La façade de la fontaine était divisée en niches qui abritaient des statues. Certaines statues tenaient de grands récipients d'où l'eau se déversait dans le bassin de la Grande Fontaine. Un système complexe de canalisations amenait l'eau des environs.

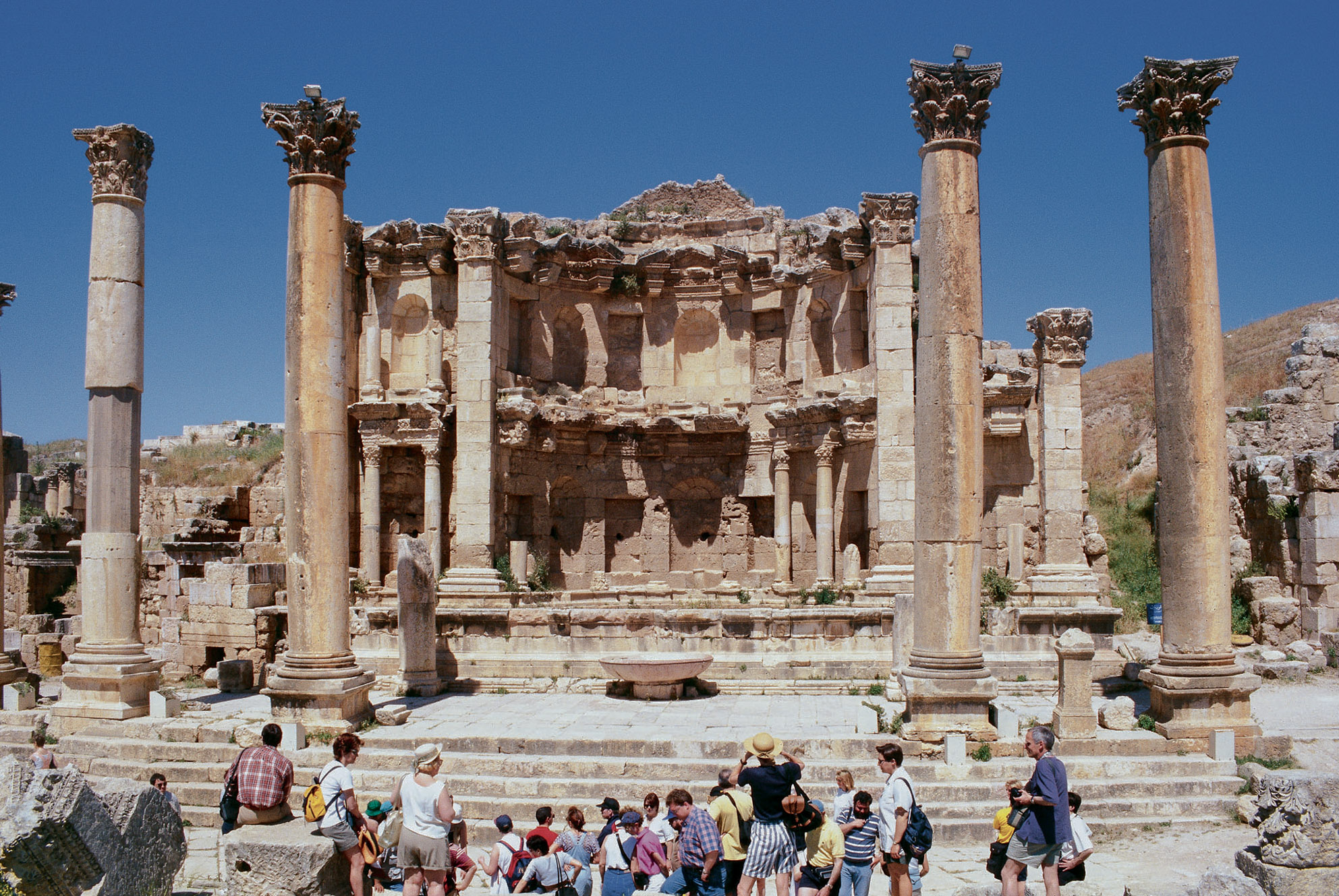
Le nymphée.
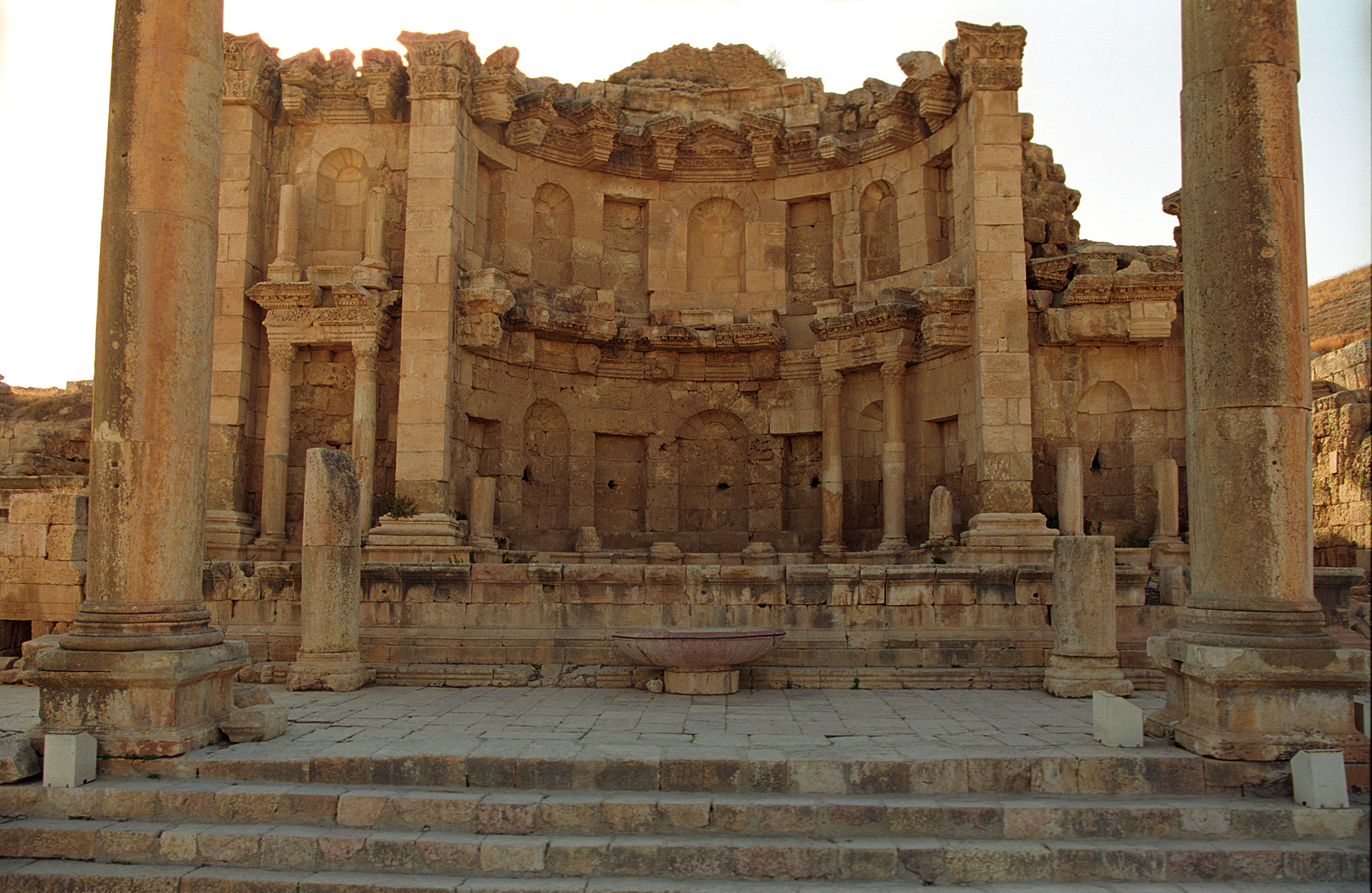
Le nymphée, largement reconstitué.

### Temple d'Artémis
Le temple d'Artémis, du IIe siècle de notre ère, était particulièrement imposant avec les dimensions de son mur d'enceinte de 160 × 120 m : il était certainement l'un des édifices les plus importants de la ville. Les pèlerins s'approchaient du temple par une voie processionnelle et un escalier menant de la ville. Onze des 32 piliers originaux du temple ont été conservés, dont neuf, mesurent 13 mètres de haut, ont encore leurs chapiteaux corinthiens. La cella elle-même mesurait 23 × 40 m.

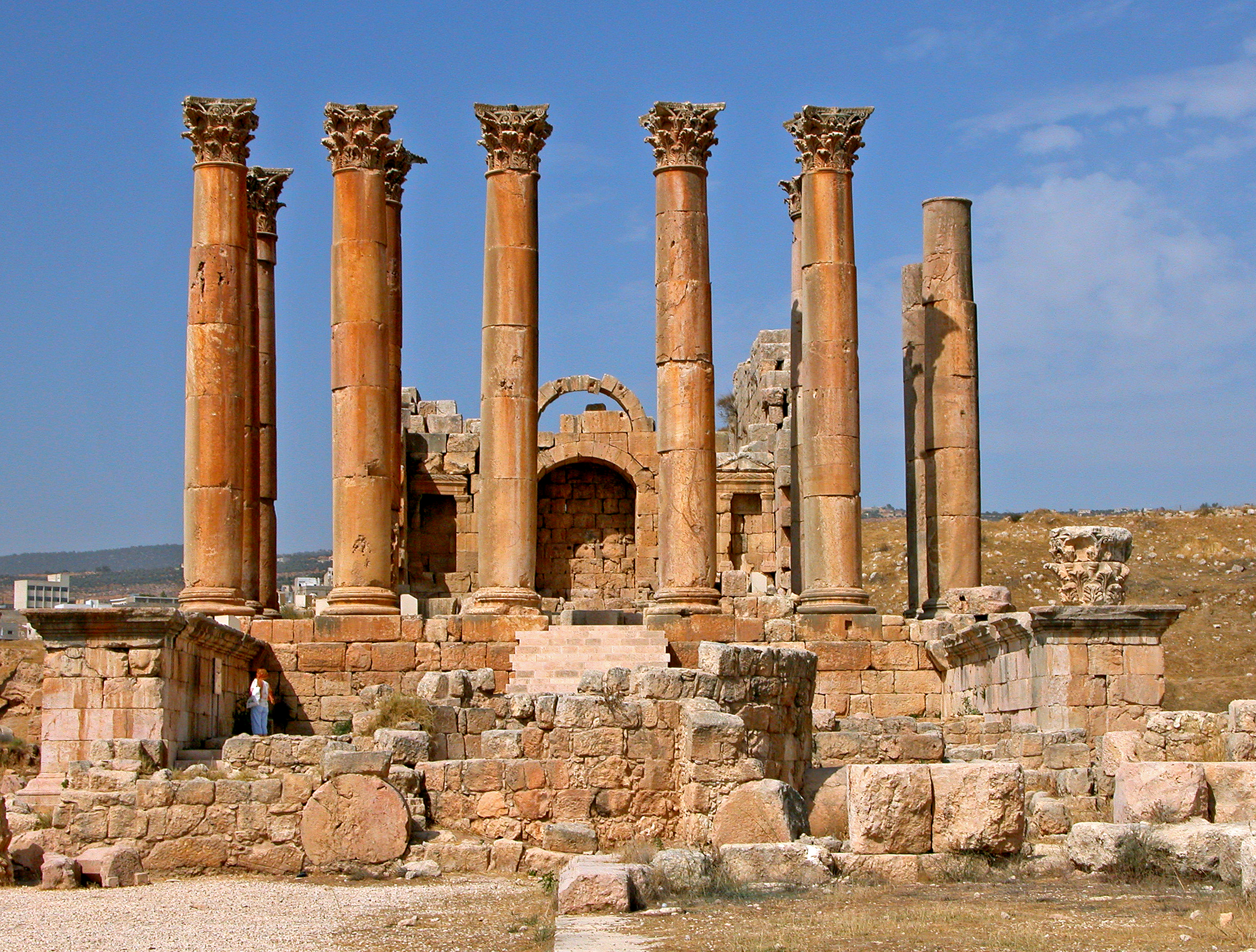
Temple d'Artémis.
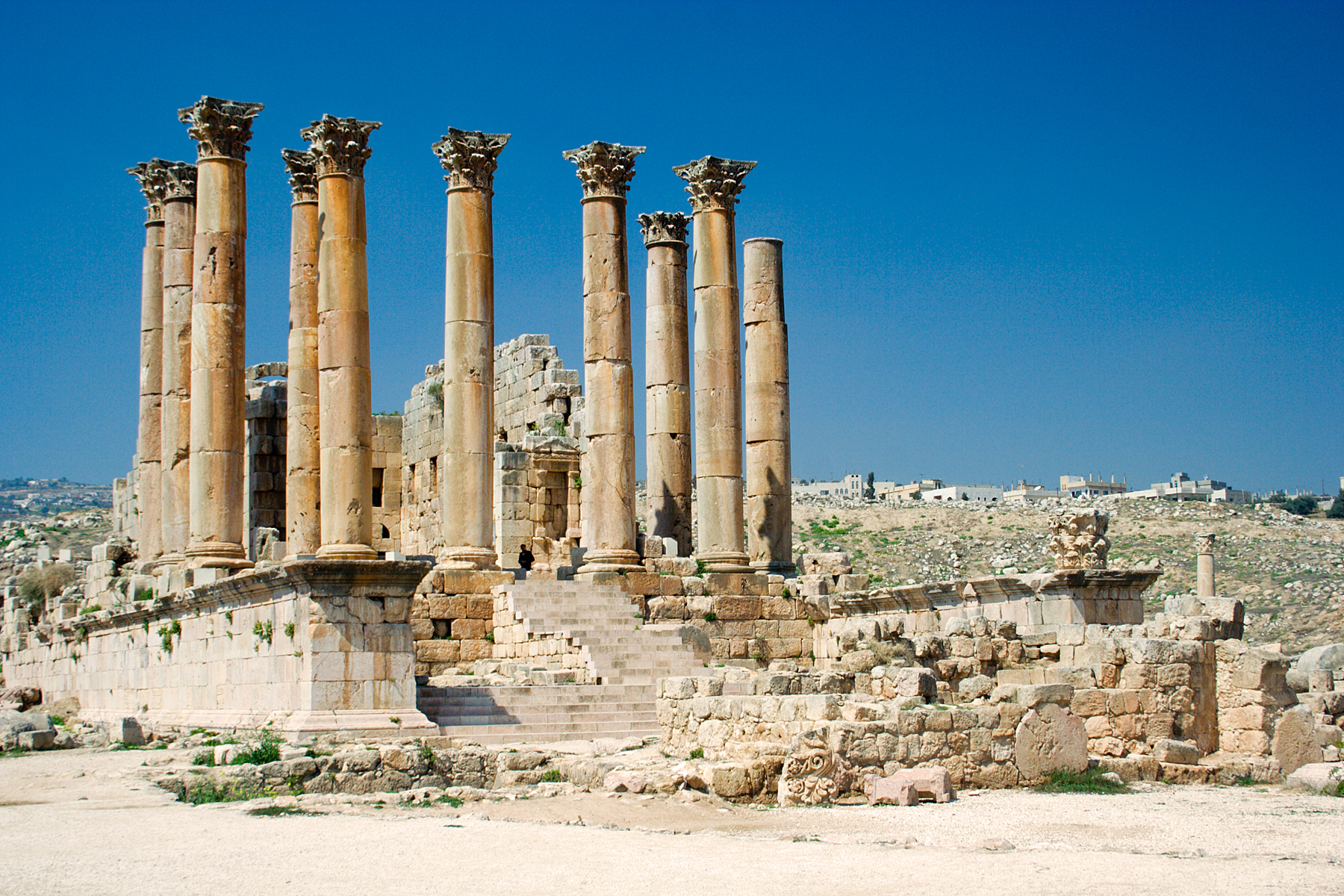
Temple d'Artémis.

### Cathédrale et autres églises paléochrétiennes
Au IVe siècle, la communauté chrétienne était nombreuse et on a retrouvé les traces de treize églises aux sols recouverts de mosaïques, dont une cathédrale, la cathédrale Saint-Théodore. On a trouvé aussi les restes d'une synagogue de la même époque, située au nord-ouest du sanctuaire d'Artémis.

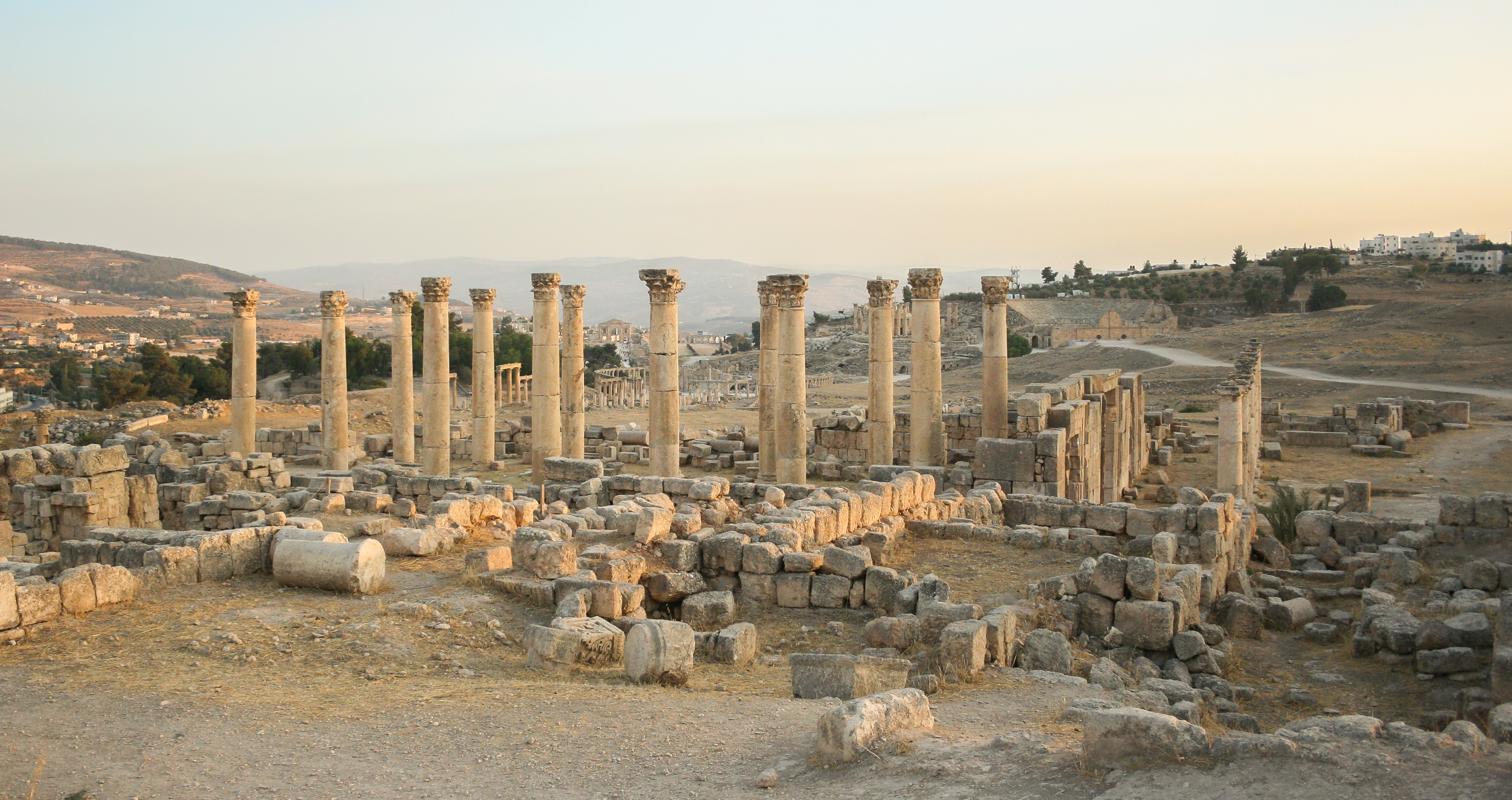
Les Trois Églises.
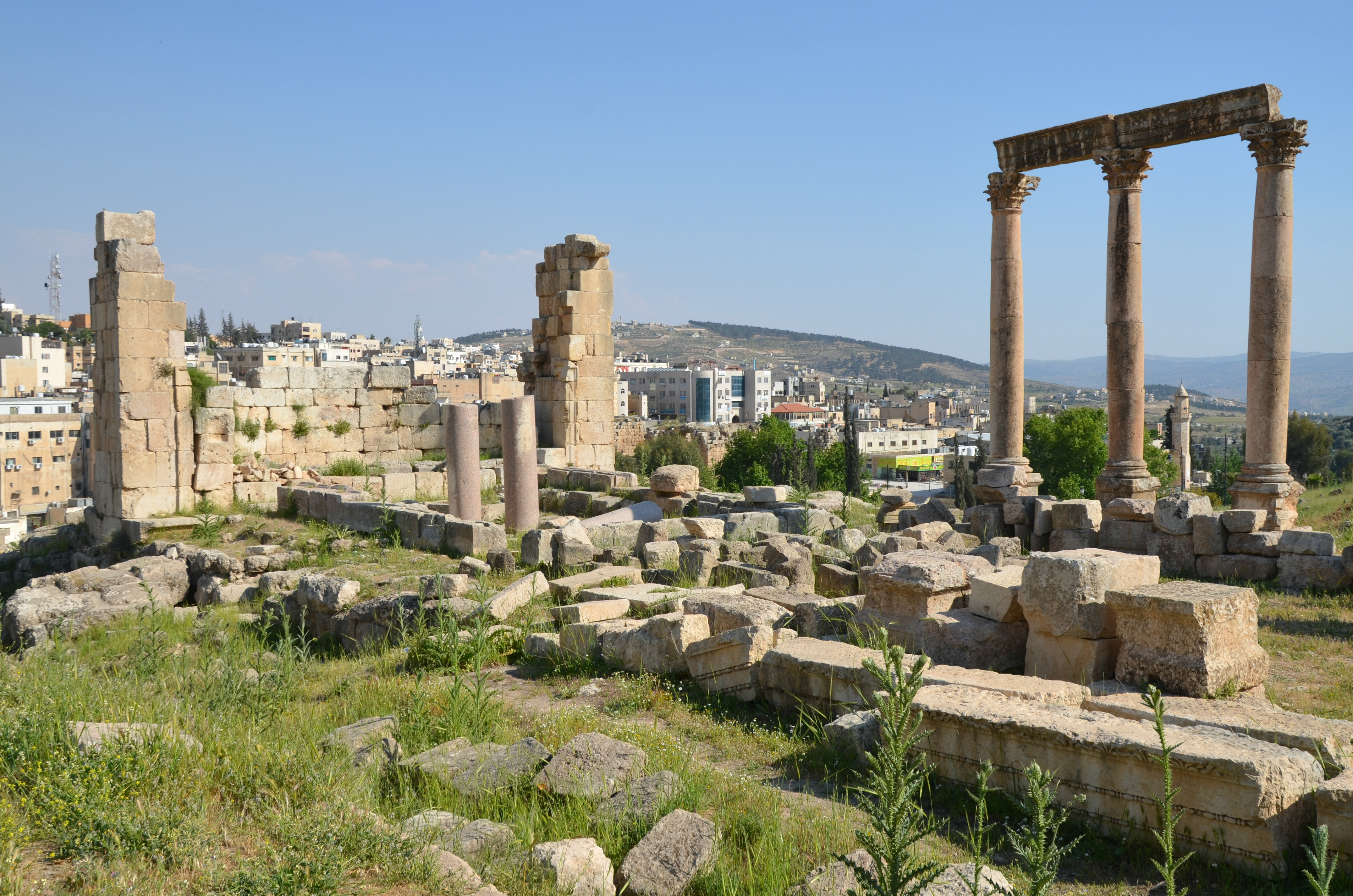
L'église des Propylées, VIe siècle, à l'est du cardo, près des propylées du temple d'Artémis.
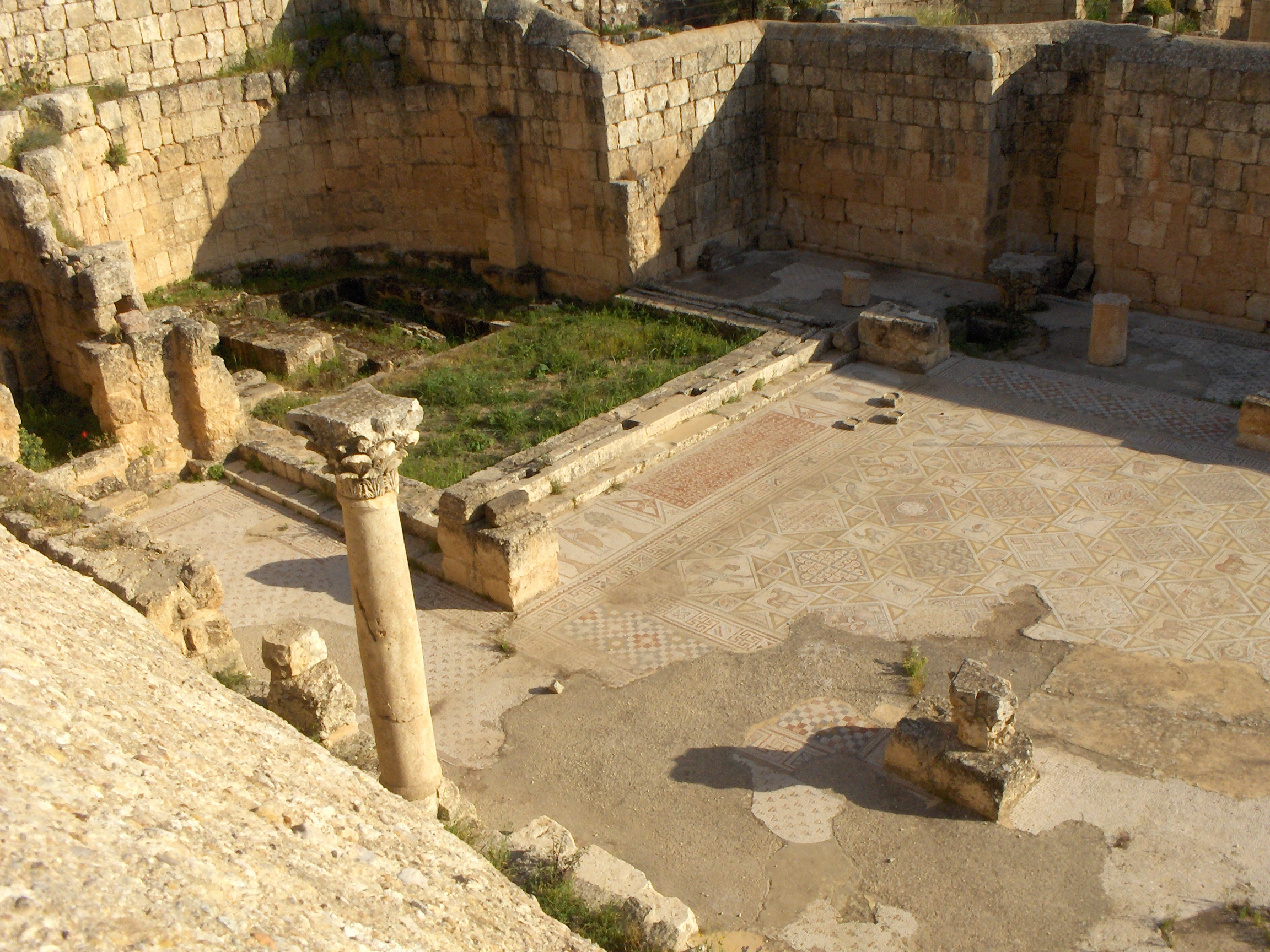
Église Saints-Côme et Damien.

On a retrouvé un grand nombre d'églises de l'Antiquité tardive, notamment de l'époque de l'empereur Justinien (527 à 565), avec des sols en mosaïque en partie bien conservés :

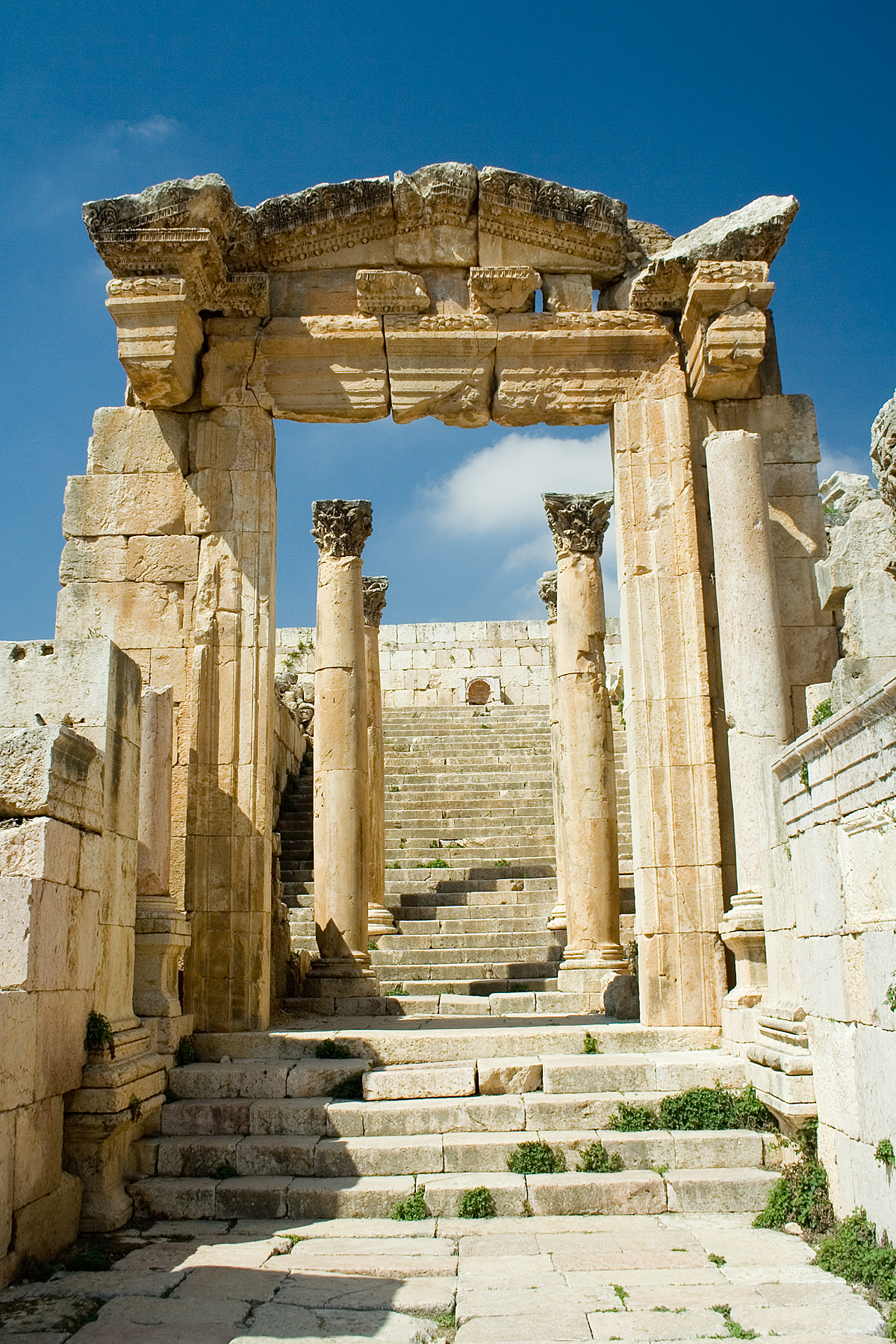
Accès au temple de Dionysos et à la cathédrale.

- la « cathédrale », une basilique à colonnes à trois nefs de la fin du IVe siècle ;
- l'église de Théodose, basilique à hautes colonnes corinthiennes, 494-496 ;
- l'église de Prokopios, vers 526 ;
- l'église Saint-Georges, à partir de 529 ;
- l'église-synagogue, synagogue transformée en église vers 530/531 ;
- l'église Saint-Jean, de 531, un bâtiment rond d'environ 24 × 30 mètres ;
- l'église Saints-Côme-et-Damien, vers 533, avec un beau sol en mosaïque ;
- l'église Pierre-et-Paul : basilique à colonnes, vers 540, à côté l'église du Souvenir (église-halle) ;
- l'église des Propylées, vers 560 ;
- l'église de l'évêque Genesius, de 611.

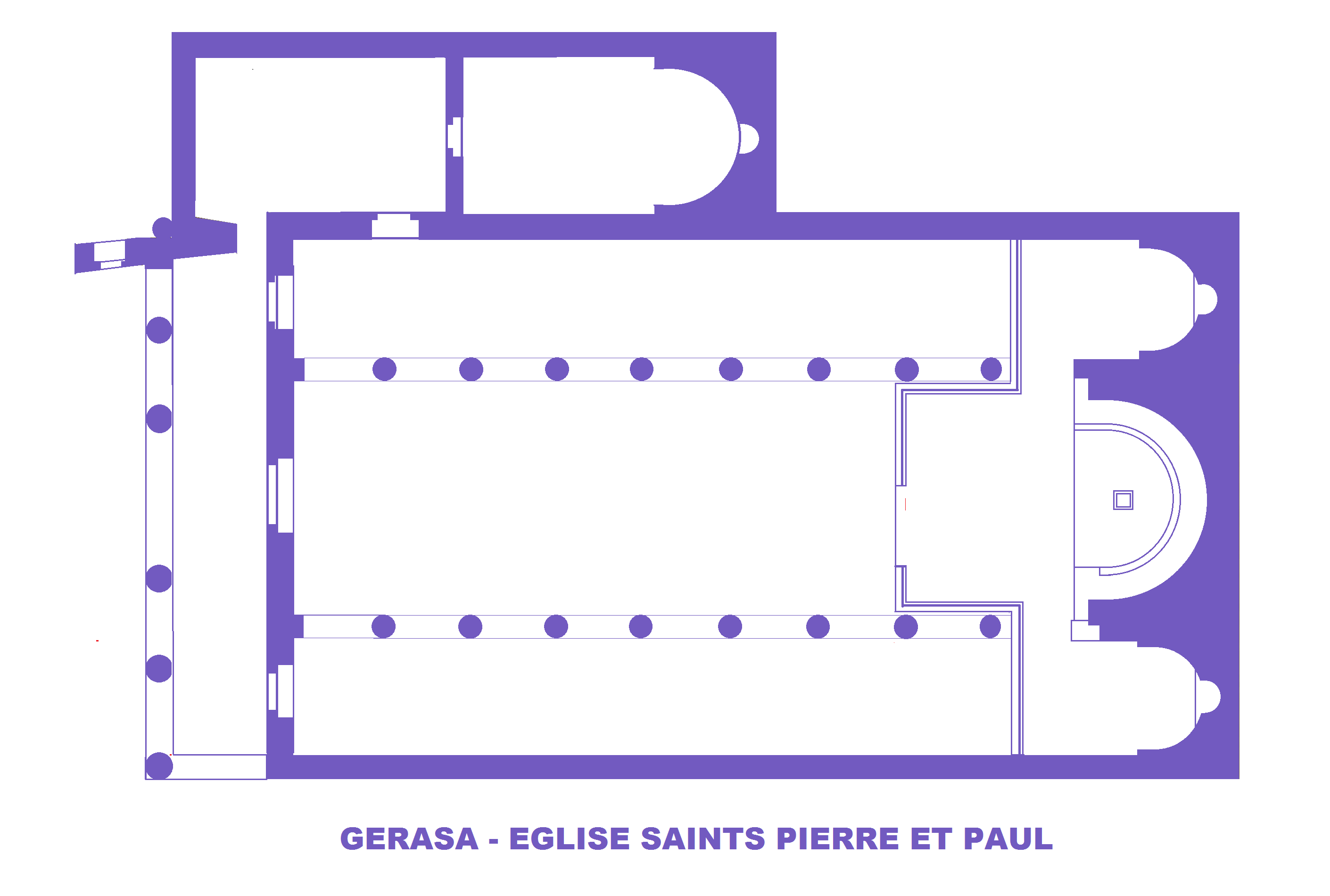
Plan de l'église Saint-Pierre-et-Saint-Paul.
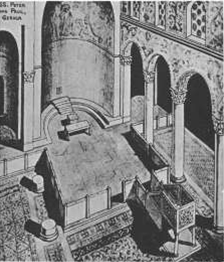
Reconstitution de l'église Saint-Pierre-et-Saint-Paul.
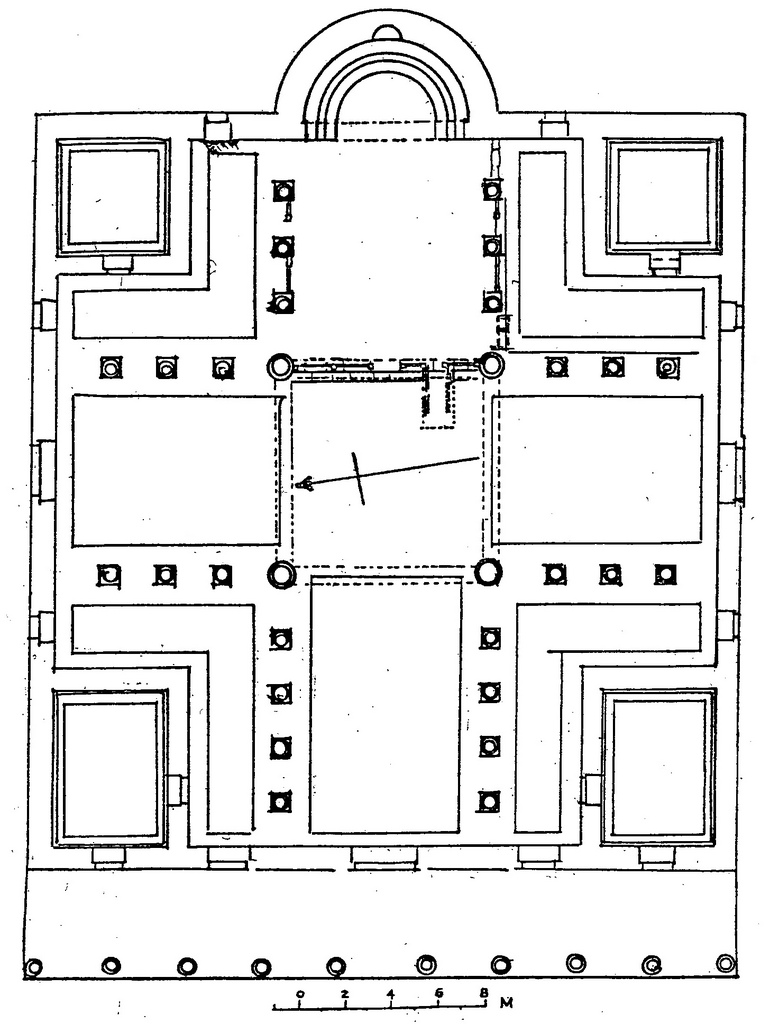
Plan de l'église des Prophètes, Apôtres et Martyrs.

### Théâtre du nord
Le théâtre du nord est situé à côté du sanctuaire d'Artémis. Tout comme celui du sud, le théâtre du nord a été remarquablement restauré. Tous deux accueillent des spectacles locaux, généralement en période estivale.

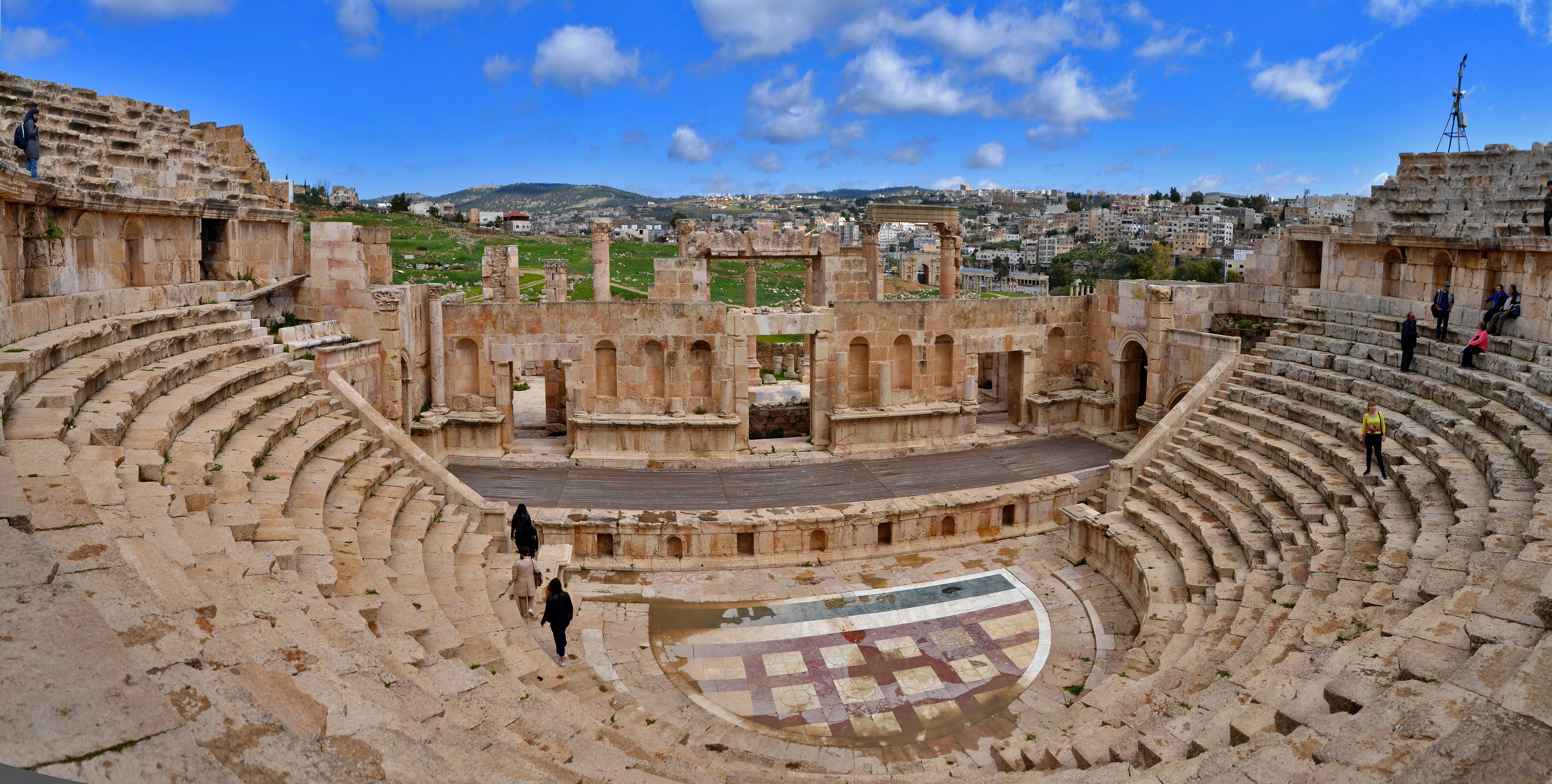
Théâtre du nord (165 apr. J.-C.), 800 places.
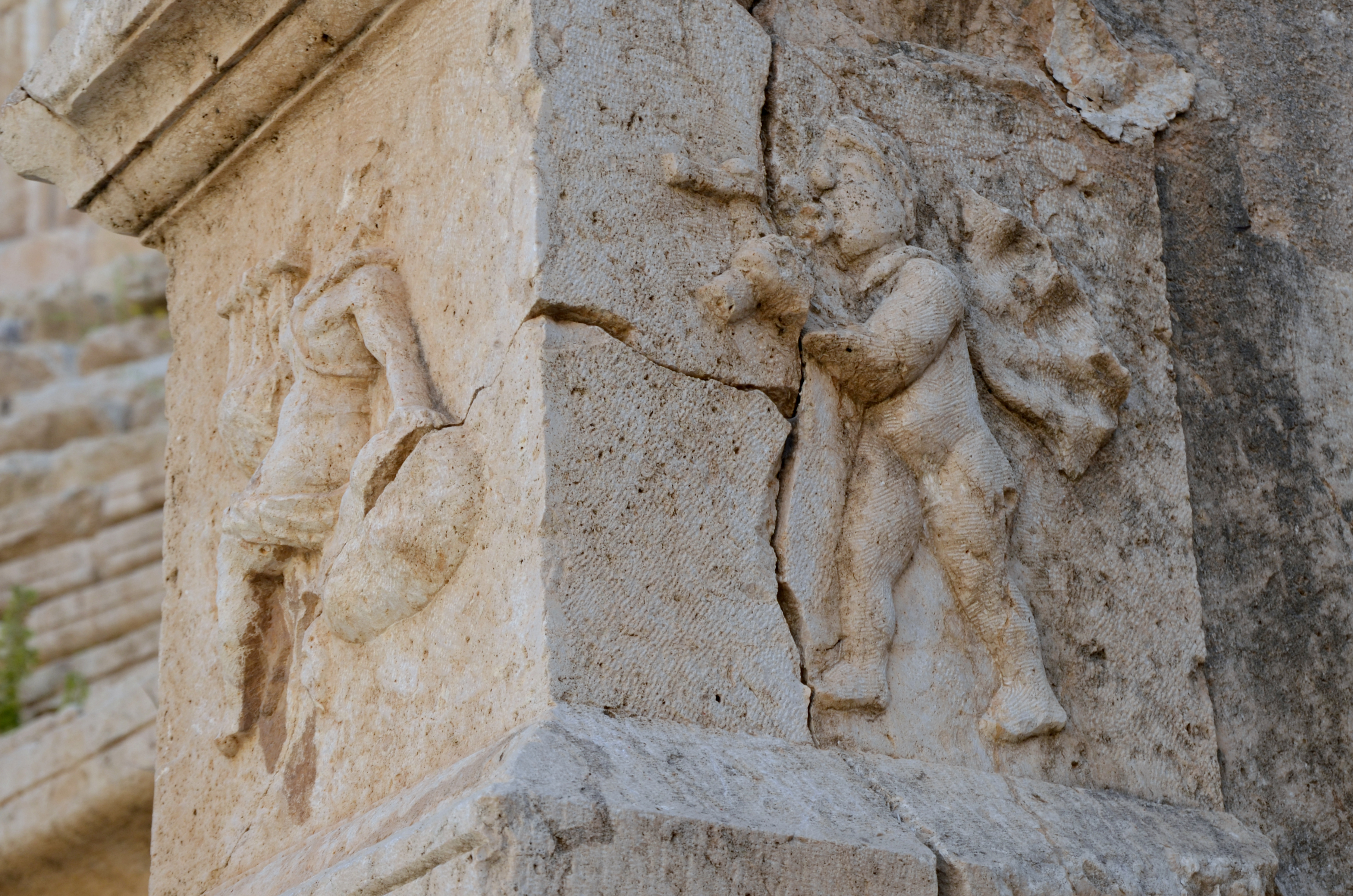
Sculptures de la cavéa du théâtre nord.

### Habitations
Les vestiges d'habitations sont relativement sommaires, et il s'agit en majorité de réoccupation de bâtiments publics de l'époque romaine : deux maisons ont été découvertes du côté oriental du wadi, recouvertes de mosaïques, dont l'une décrit un cortège bachique, et une seconde, les quatre saisons, thème que l'on rencontre assez fréquemment dans la région (voir notamment à Madaba) ; du côté ouest de la ville, la « maison des Bleus » est ainsi nommée d'après une inscription, ainsi qu'une splendide demeure d'époque byzantino-omeyyade, dont les vestiges apparents datent essentiellement de la période arabe ; enfin, un quartier d'habitation situé au nord-ouest de la cathédrale Saint-Théodore a été dégagé et fouillé rapidement dans les années 1930, comptant des structures domestiques individuelles, probablement destinées à loger les membres du clergé de la cathédrale. Cet ensemble se trouve aujourd'hui à nouveau enfoui sous le remblai résultant du dégagement du sanctuaire d'Artémis. À proximité se trouve la « Clergy House », encore visible, considérée par Kraeling comme un logement pour le clergé, mais dont la destination reste encore aujourd'hui douteuse, faute de fouilles approfondies.

### Thermes

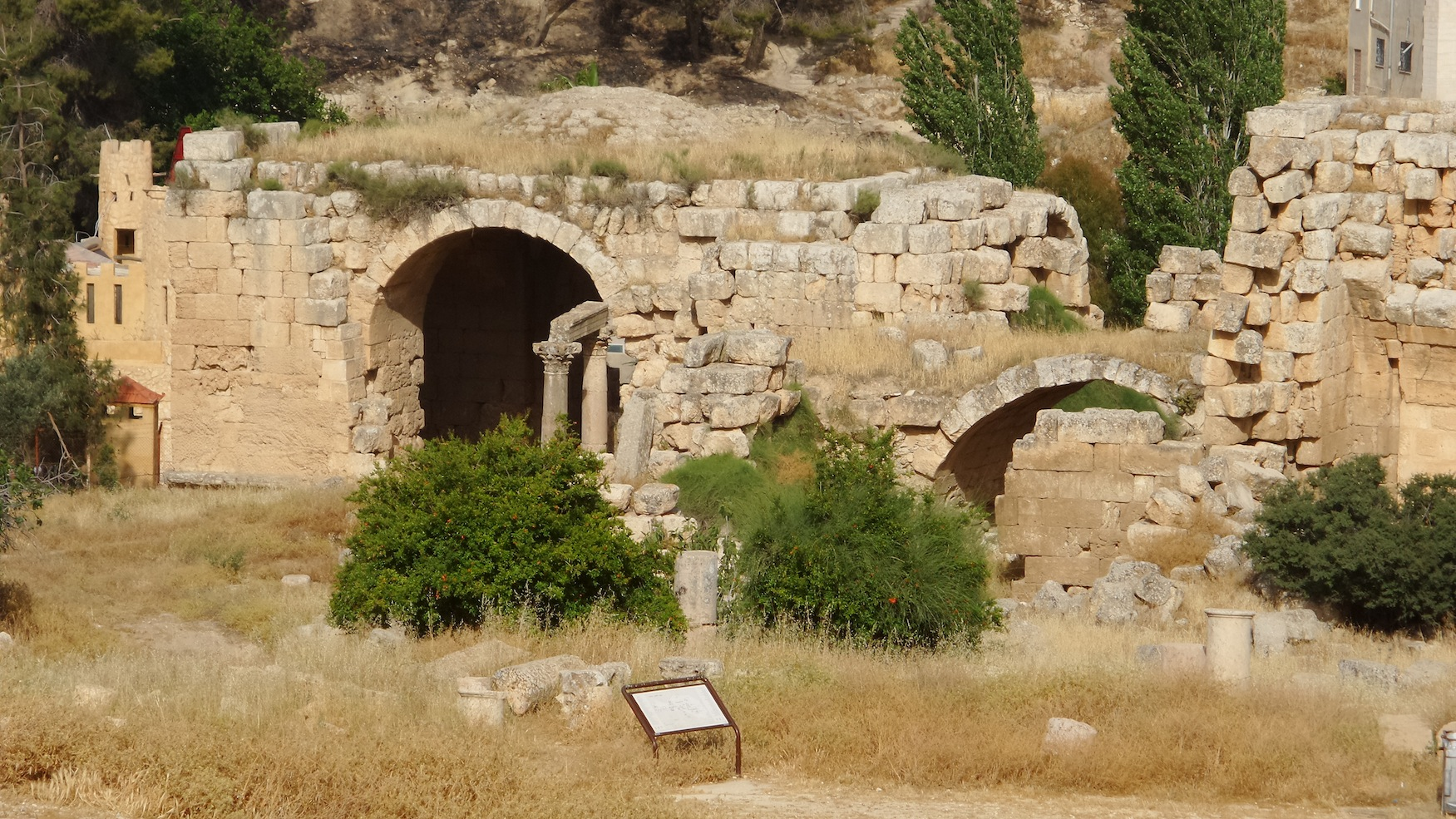
Vestiges des thermes, à l'est du tétrapyle nord.

Deux établissements de bains, qui s'étendaient au niveau du tétrapyle nord, sont en grande partie effondrés.
Les « bains de Placcus », peu fouillés, mais apparemment de taille remarquable, étaient situés de l'autre côté du wadi de Jérash, c'est-à-dire du côté ouest de la ville, à côté de la cathédrale Saint-Théodore, juste au-dessous de la « Clergy House ». On distingue encore les vestiges des fours de l'hypocauste servant à chauffer le caldarium ; une inscription de l'extrême fin du Ve siècle en attribue la construction à l'évêque Placcus.

### Mur d'enceinte
Une muraille entoure encore presque toute la ville : après avoir laissé à l'abandon ses premiers murs créés avant notre ère, la cité s'entoura d'un nouveau rempart qui réduisit ses dimensions, la ramenant à la porte sud et laissant à l'extérieur toute la zone allant de la porte sud à l'arc d'Hadrien, et comprenant l'hippodrome.

## Musées archéologiques
Le site archéologique de Jerash possède deux musées archéologiques.

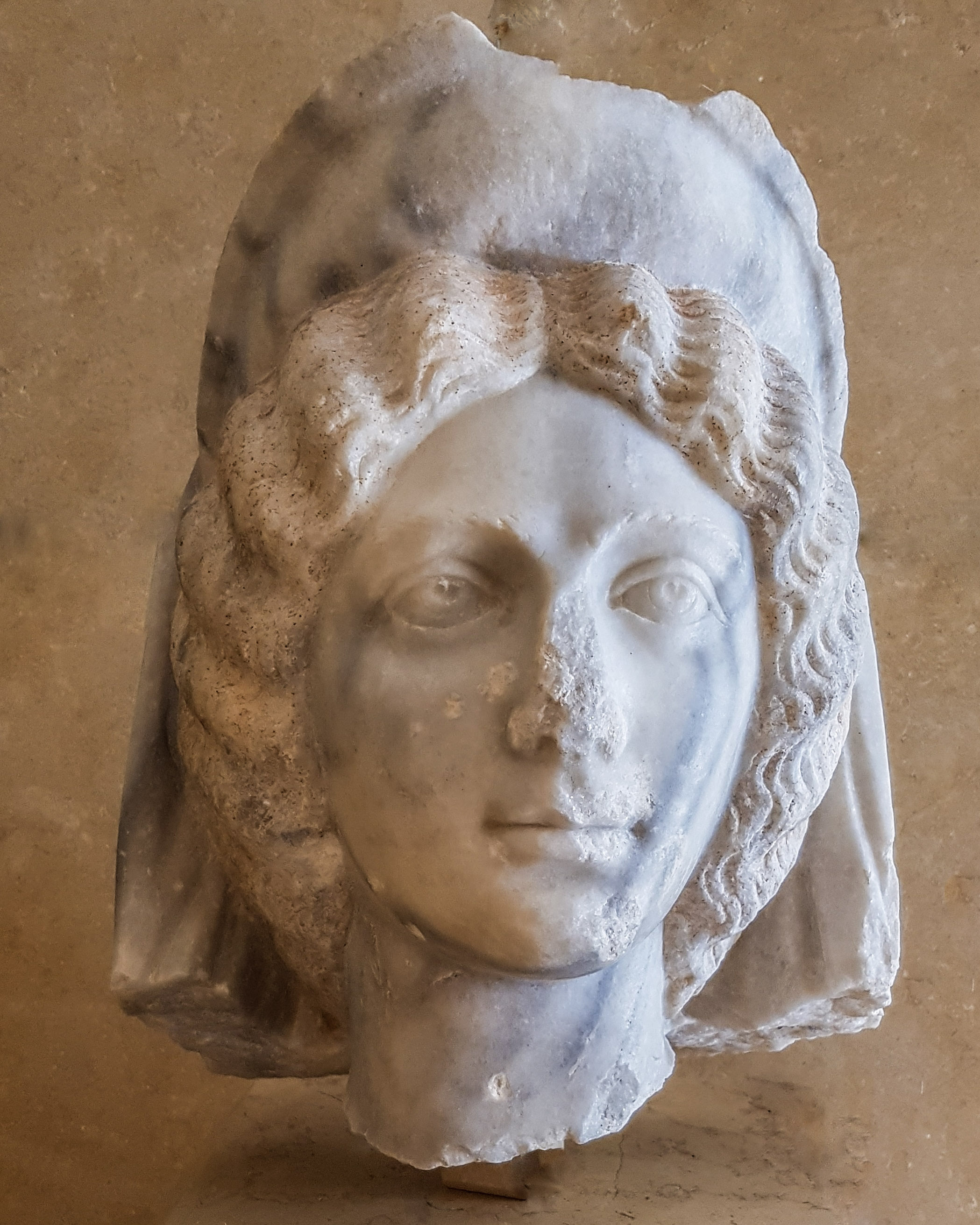
Tête en marbre d'une femme avec une coiffure communément associée à Julia Domna, épouse de l'empereur romain Septime Sévère. Thermes romains orientaux de Jerash, début du IIIe siècle.

Le Musée archéologique de Jerash (en), qui est le plus ancien des deux, se trouve sur un monticule, à l’entrée sud du site, juste à l'est du cardo et surplombant le forum ovale. Le petit musée contient une présentation chronologique des artefacts trouvés dans et autour de Jerash, de la Préhistoire à l'époque islamique. Le musée présente un groupe unique de petites statues d'un groupe identifié comme les Muses du panthéon olympien, découvertes à Jerash en 2016. Les statues, d'époque romaine, retrouvées dans un état fragmentaire, ont été partiellement restaurées. Le musée conserve un sarcophage de plomb bien conservé datant de la fin du IVe siècle, présentant des symboles chrétiens et païens. Le musée possède aussi un certain nombre de sculptures, autels et mosaïques exposés à l'extérieur.
Le centre d'accueil des visiteurs de Jerash comprend un second musée archéologique plus récent, qui présente le site de Jerash dans une approche thématique, mettant l'accent sur l'évolution et le développement de la ville au fil du temps, ainsi que sur l'économie, la technologie, la religion et la vie quotidienne. Le centre présente d'autres sculptures découvertes en 2016, notamment des statues restaurées de Zeus et d'Aphrodite, ainsi qu'une tête féminine en marbre supposée représenter l'impératrice romaine Julia Domna.